# Rottaler Hafner
Hafner ist der süddeutsche Ausdruck für Töpfer. Im Rottal, also hauptsächlich im heutigen Landkreis Rottal-Inn, bestand neben dem Kröning bei Vilsbiburg das zweite bedeutende Hafnergebiet in Niederbayern. Die Handwerkstradition der Rottaler Hafner reicht zeitlich – wie bei der Kröninger Hafnerkeramik – bis ins Mittelalter zurück und endet erst in der Zeit um 1920.

## Geographische Eingrenzung
Die Landschaft zwischen Donau und Inn bildet einen Keil, an dessen Spitze Passau liegt. Darin eingeschlossen sind die Flüsse Vils und Rott. Diese Gegend besteht hauptsächlich aus tertiärem Hügelland und bot seit dem Altertum zahlreichen Hafnern Arbeitsmöglichkeiten. In Pocking wurde 1990 bis 1994 eine römische Zivilsiedlung der mittleren Kaiserzeit ausgegraben, in der sich auch vier Töpferöfen fanden (die Siedlung bestand vom Ende des 1. Jahrhunderts bis ca. 260 n. Chr.). Der Ort Gschaid wurde durch einen umfangreichen Fund qualitätvoller Renaissancekeramik sowie der Ort Peterskirchen durch seine Steinzeugware, die ab dem 18. Jahrhundert einsetzt und im 19. Jahrhundert weit verbreitet war, bekannt. Diese beiden Orte liegen in unserem Untersuchungsgebiet. Sonst gibt es nur wenige detaillierte Informationen darüber, dass neben dem Kröning im mittleren Vilstal und dem Passauer Raum mit Obernzell in Niederbayern ein weiteres bedeutendes Hafnerzentrum südlich und vor allem nördlich des Rottals bestand, obwohl dies seit langem vermutet wurde. Diese Lücke schließt eine neuere Untersuchung über die „Rottaler Hafner“ wenigstens zum Teil, indem exemplarisch die Geschichte der Töpferei in einem Teil des Landkreises Rottal-Inn, nämlich entlang des oberen Sulzbachtals (nördlich von Pfarrkirchen) und in den Pfarreien Neuhofen und Postmünster (an und südlich der Rott) dargestellt wird. Im Anhang wird ein auffälliger Fund aus der Ortschaft Hausbach, die westlich des Sulzbachs liegt, mit einbezogen. Von Schönau erstreckt sich das Untersuchungsgebiet also über 11 bzw. 13 Kilometer Luftlinie in west-östlicher Richtung bis Waldhof, Baumgarten bzw. Priel (östlich von Peterskirchen). Die größte Nord-Süd-Ausdehnung von Johanniskirchen nach Postmünster beträgt ebenfalls 13 Kilometer.
Die beiden Städte Pfarrkirchen und Eggenfelden bleiben hier unberücksichtigt, da ohnehin bekannt ist, dass dort jeweils mindestens zwei Hafnerwerkstätten bestanden. Die Abfolge der Inhaber ist ohne Schwierigkeiten aus den Unterlagen in den Stadtarchiven zusammenzustellen.

## Sozial- und Kulturgeschichte: Überblick
„Kultur- und Sozialgeschichte“ bedeutet, dass zwei Quellen ineinander greifen: Für die Sozialgeschichte ist man auf die Archive in Pfarrkirchen, Passau, Landshut und München angewiesen, aus denen die Lebensverhältnisse dieses Berufsstandes deutlich werden. Die Kulturgeschichte dagegen stützt sich auf die Feldforschung, d. h. auf das, was in der Bevölkerung noch an Produkten der Hafner vorhanden ist; aber auch Ausgrabungen und Lesefunde sind wichtig.

### Sozialgeschichte
Zunächst sollen hier einige Hinweise zur Sozialgeschichte gegeben werden, die nicht nur die Hafner betreffen, sondern auch einen Großteil der ländlichen Bevölkerung bis weit ins 19. Jahrhundert hinein:

#### Religiöse und gesellschaftliche Gegebenheiten
Das Leben der unteren sozialen Schichten bestand in früheren Zeiten vor allem aus Einschränkungen. Dies gilt auch für die wichtigsten Ereignisse im Leben der damaligen Menschen, nämlich Geburt, Hochzeit und Tod. Der Beruf war im Gegensatz zu heute oft von vornherein festgelegt oder bot nicht viel Auswahl: Ein Handwerkersohn blieb zeitlebens Handwerker, Knecht oder „Tagwerker“ (Handlanger); häufig übernahm der älteste Sohn mit Erlaubnis des Grundherrn den Betrieb des Vaters. Sozialer Aufstieg war für Handwerker erst ab 1804 bzw. 1868 (Modernisierung bzw. völlige Aufhebung des Zunftzwangs) und 1848 (Ablösung der Grundherrschaft des Adels) möglich. Vorher konnten Bauern weder Grund hinzukaufen noch verkaufen – die Hofgrößen waren bis 1848 durch den Grundherrn dauerhaft festgelegt.
Drückend waren die vielfältigen Abgaben an den Grundherrn (v. a. Laudemium = Antrittsgeld, die jährliche Stift = Grundzins, Gilt = Naturalabgaben, Groß- und Kleinzehent, Scharwerk = unentgeltliche Arbeit für den Lehensherrn)  und die strengen Regeln des „Handwerks“, also der Zunft, die kreative Aktivitäten der Meister verhinderten.
Hafner waren in der Gegend des Rottals in der Regel Söldner, d. h. Inhaber von Achtelhöfen (auch Bausölden genannt, „dabei man etwas anbauen und Vich unterhalten kann“: Schmeller), häufiger von Sechzehntelhöfen (leere Sölde, „dabey nichts als ein Gärtl oder auch soviel nit ist“: Schmeller) und Zweiunddreißigstelhöfen (gemeine oder bloße Sölde). Der dazu gehörige Grundbesitz betrug je nach Güte des Bodens etwa 15 – 25 (Achtelhof) bzw. unter 15 Tagwerk (Sechzehntelhof); die bloße Sölde bestand lediglich aus einem kleinen Haus („Leerhäusl“), u. U. mit einem winzigen Garten. Die Hafner lebten meist im Nebenhaus eines größeren Anwesens; an einigen Orten kennen wir auch die Namen von deren Besitzern. Obwohl die „Häusl“ ohnehin nicht geräumig waren, wurden oft ein oder mehrere Räume noch an sog. Inwohner vermietet. In seltenen Fällen übten Hafner ihr Handwerk auch in Häusern, die sie nicht besaßen, aus. Hafner als „Inmane“ (Untermieter) waren in der Regel Gesellen, die im Betrieb eines Meisters am selben Ort arbeiteten.
Das Eröffnen einer neuen oder das Verlegen einer bestehenden Werkstatt an einen anderen Ort, der vom ursprünglichen Haus weiter entfernt lag, wurde in der Regel durch „das Handwerk“ (die Zunft) verboten. Die Kollegen befürchteten dadurch eine „Brotschmöllerung“, d. h. eine Beeinträchtigung ihres Einkommens, wenn ein zusätzlicher Konkurrent in ihrer Gegend verkaufte. Ein drastisches Beispiel stellt Adam Kainzhofer aus Höhenberg dar, der gezwungen wurde, seinen Umzug rückgängig zu machen. Lediglich die Verlegung des Betriebs an einen nahe gelegenen Ort konnte problemlos unternommen werden. Auch der Verkauf der Hafnerware war nur an bestimmten, den einzelnen Hafnern zugewiesenen Märkten erlaubt. Verkaufte z. B. ein Meister mehr als nur einzelne Stücke seiner Ware direkt an die umliegenden Bauern oder belieferte er ein Geschäft, wurde er zuerst von der Zunft abgemahnt und dann, falls er nicht reagierte, von der weltlichen Obrigkeit bestraft. Zwei Fälle findet man in den Urkunden.
Die eingangs erwähnten Hauptereignisse im Leben unserer Vorfahren waren fest in kirchliche Riten eingebunden und hatten damit eine andere Ausrichtung, als wir es heute gewohnt sind. Dies beginnt bei der Taufe: In den Kirchenbüchern wird bis etwa zum Beginn des 19. Jahrhunderts nicht zwischen Geburts- und Tauftag unterschieden. Nicht die – damals gefahrvolle – physische Geburt, sondern die Aufnahme in die Gemeinschaft der Kirche, sozusagen die geistliche Geburt, war entscheidend. Daher galt bis ins erste Drittel des 20. Jahrhunderts hinein in den ländlichen Gebieten Bayerns, sofern sie katholisch geprägt waren, der Namenstag im Vergleich zum Geburtstag für ungleich wichtiger; dieser wurde häufig gar nicht gefeiert. Als Vornamen erhielt der Täufling in der Regel denjenigen des Paten bzw. der Patin (natürlich sofern diese nicht bereits für andere Kinder dieser Familie die Patenschaft übernommen hatten). Der Pate fühlte sich zeitlebens verantwortlich für die Entwicklung des Patenkindes, was meist auch eine starke emotionale Bindung bedeutete. Nicht selten übernahm – anders als heute – ein Ehepaar die Patenschaft über sämtliche Kinder einer befreundeten Familie.   
Die Heirat musste vom Lehensherrn bewilligt werden. Denn u. U. wechselte einer der Partner (zumeist die Braut) den Lehensherrn, so dass dieser eine Arbeitskraft an einen anderen Adeligen abgab. Auch mussten bei jeder Verehelichung – außer bei den freieigenen Höfen – für die Ausstellung des Lehensbriefs Abgaben geleistet werden, ebenso beim Tod jedes der Eheleute. Weil die Müttersterblichkeit hoch war und der zurückgebliebene Mann nicht zusätzlich zu seiner ohnehin schweren Arbeit noch Haus und Kinder versorgen konnte, war er gezwungen, rasch wieder zu heiraten, wodurch eine doppelte finanzielle Belastung entstand. Analoges galt für die Ehefrauen nach dem Tod ihres Mannes: Da es keinerlei soziale Absicherung gab, mussten sie innerhalb etwa eines halben Jahres sich wieder verehelichen; andernfalls hätte ihnen „das Handwerk“ (die Zunft) die Lizenz zum Betrieb der Hafnerei entzogen, die nur von einem Meister betrieben werden durfte. Dies war die Chance für frisch gebackene Handwerksmeister, durch eine Einheirat eine eigene Werkstatt zu übernehmen – der gelegentlich große Altersunterschied zur Witwe oder gar Liebe spielten dabei keine Rolle.
Die Frauen hatten eine doppelte Aufgabe zu übernehmen: Die Erziehung der meist zahlreichen Nachkommen (wobei die älteren Geschwister sich untertags um die jüngeren kümmern mussten) und neben dem Haushalt auch die Mitarbeit im Beruf des Mannes. „Gewöhnlich übt die Frau denselben Beruf aus wie ihr Mann und führt in dessen Abwesenheit die Geschäfte selbständig weiter. Die Geschichtsforschung hat hierfür den Begriff des ‚Arbeitsehepaars’ geprägt. Die Erwerbskraft der Frau ist häufig unverzichtbar für das  Familieneinkommen.“ Ebenso wichtig waren die unverheirateten Familienmitglieder, die im Betrieb mitarbeiteten und Gesellen ersparten. Sie bekamen wenig Taschengeld, in der Regel jedes Jahr (oder alle zwei Jahre) Kleidung und Schuhe, ohne dass ein förmlicher Vertrag mit ihnen bestand. Ohne sie wäre manche Hafnerei nicht überlebensfähig gewesen.
Oben erwähnten wir, dass der Namenstag wichtiger war als der Geburtstag. Eine Folge davon war, dass (z. B. bei den Einträgen in den Kirchenbüchern) für die einfachen Leute bis zum Beginn des 18. Jahrhunderts häufig der Vorname und die Angabe des Berufs und/oder des Wohnorts genügte. Da es zahlreiche Weiler und Einöden gab, bürgerte sich ein, den traditionellen Hofnamen und nicht den Familiennamen zu verwenden. Diese Hofnamen hielten sich über Generationen hinweg unabhängig vom gegenwärtigen Eigentümer – die Sitte verschwindet erst heute langsam. Häufig bestimmt das im Haus ausgeübte Handwerk den Hofnamen. So heißen auch größere Höfe oft nach dem im „Häusl“ (Nebenhaus) betriebenen Hafnerbetrieb „beim Hafner.“ Für den Heimatkundler sind diese Bezeichnungen eine wertvolle Hilfe: Auch wenn die Hafnerei bereits vor hundert oder mehr Jahren aufgegeben wurde, geben sie einen deutlichen Hinweis auf eine entsprechende Werkstätte. (Wenn jedoch nach dem letzten Hafner ein anderes Gewerbe ausgeübt wurde, z. B. eine Schusterwerkstatt bestand, änderte sich der Hofname.)

#### Finanzielle Situation der Hafner
Wie lebten aber die Hafner? Sie waren überwiegend arme Schlucker. Lediglich ganz wenige kamen zu Wohlstand. 1665 wird erwähnt, dass der Hafner im Weiler Winkl „zwo Sölden“ besitzt. Nach der Mitte des 18. Jahrhunderts werden durch Einwanderung aus dem Westerwald und durch Einheirat einige Hafner aus dem bekannten Ort Peterskirchen reich. Denn die Gelhards und die Gebrüder Mack / Mock übernehmen von dort die neue Technik der Herstellung des wasserundurchlässigen Steinguts, das gefragt ist. Sie stellen sich auf die Bedürfnisse der neuen Zeit ein und haben Erfolg damit.
Dagegen lebten die traditionell arbeitenden Töpfer von jeher sehr bescheiden. In unserem Untersuchungsgebiet wohnten und arbeiteten 13 Meister in 1/32-Güteln, 6 in 1/16-Güteln und demgegenüber nur drei in einem 1/8- und ein einziger in einem ¼-Hof. Annähernd dreiviertel waren also auf die Hafnerei als Haupterwerbsquelle angewiesen. Bei den Häusern handelte es sich um Zuhäusl, d. h. Nebenhäuser von Bauernhöfen. Da Hafner wie auch die Schmiede Platz brauchten (und wie diese wegen der Brandgefahr nicht im Dorf wohnen durften), benötigten sie auf jeden Fall ein eigenes Haus, in dem es eng zuging. Wohnküche und Werkstatt bildeten stets einen einzigen Raum. Um den kärglichen Verdienst etwas aufzubessern, vermietete man ein Zimmer im Obergeschoß an Handwerker wie Schuster oder Schneider, die nicht viel Platz benötigten.
Hinzu kamen – wie erwähnt – die drückenden Abgaben an den Grundherrn und die strengen Regeln des „Handwerks“, also der Zunft. Im 18. Jahrhundert verschlechterte sich die wirtschaftliche Lage der Hafner zunehmend. Mehrere Faktoren waren dafür ausschlaggebend: Die im Mittelalter und der frühen Neuzeit zahlreichen Adelssitze mit anspruchsvollen Auftraggebern verschwinden im Lauf des 17. und 18. Jahrhunderts (z. B. Unterhausbach, Unterhöhenberg, Nöham) bzw. konzentrieren sich in den Händen weniger Adelsfamilien (Edelbeck, Imsland, Baumgarten zu Ering; später Rheinstein und Tattenbach – ab dem 19. Jahrhundert Arco-Valley, Closen). Diese werden zunehmend weniger von Hafnern beliefert; denn sie haben ausgedehnte Besitzungen, zu denen viele Hafnerbetriebe gehören und können es sich leisten, wertvolleren Hausrat anzuschaffen (Eisentöpfe, Geschirr aus Porzellan oder Silber nach dem Vorbild des Herzogs). Dadurch fehlen den örtlichen Hafnern Muster und auch Anreize für die Herstellung höherwertigen Geschirrs; sie beschränken sich auf die traditionellen Formen und Herstellungsmethoden. Dies führt im 18. Jahrhundert zu Klagen über mangelnde Qualität und zum Eindringen auswärtiger Hafner, vor allem aus dem Kröning. Hinzu kommt, dass auch das zweite Standbein, das traditionelle Setzen von Kachelöfen, wegbricht: Die fabrikmäßig hergestellten eisernen Öfen sind wegen des geringeren Preises und der Bequemlichkeit beim Gebrauch konkurrenzlos. Im 19. Jahrhundert werden neue Materialien auch für weniger betuchte Bürger erschwinglich (Töpfe aus Eisen und Aluminium, Geschirr aus Email, Glasgefäße). Dadurch erübrigen sich vermutlich auch die Lieferungen in die österreichischen Städte Linz und Wien. Lediglich Betriebe, die sich auf die veränderte Situation einstellten wie die Peterskirchner Kannenbäcker, konnten sich z. B. mit ihren Wasserflaschen und Vorratsgefäßen aus Steingut behaupten und sogar z. T. beachtliche Gewinne erzielen.
Unsere Beobachtungen zu den Hafnern passen damit ins Bild, das das Handwerk in Bayern ganz allgemein abgibt: „Charakteristisch für das Handwerk im Alten Reich war die kleinbetriebliche Organisation. Es dominierten, mit Ausnahme der Baugewerbe, die Alleinmeister oder Kleinstbetriebe mit ein bis zwei Gesellen, die meist mit der Meisterfamilie lebten.“ Die Hafnerei allein warf allerdings in der Regel nicht so viel ab, dass eine Familie davon leben konnte. „Der bei weitem größte Theil der Gewerbsleute treibt den Feldbau und beschäftigt sich nur nebenbey und gewöhnlich nur einen Theil des Jahres mit einem Gewerbe.“ Das schließt nicht aus, dass Hafner in ihrer Umgebung anerkannte Persönlichkeiten waren, wie zahlreiche Taufpatenschaften und das mehrfache Auftreten als Trauzeuge bei einzelnen Hafnern zeigen.
Nach der Aufhebung der starren Hofgrößen im Jahr 1848 kaufte jeder, der es irgend vermochte, Grund hinzu, wie schon die Urkataster belegen. Ab 1830 wurden in großem Stil Wälder gerodet und in (zunächst wenig ertragreiche) Felder umgewandelt. Dies nützte auch den ärmeren Bevölkerungsschichten: Denn nach Ausweis der Kirchenbücher kamen zahlreiche „Ansiedler“, d. h. Neusiedler (wohl meistens nachgeborene Söhne) als Kleingütler hinzu, die die neu erschlossenen Ackerböden in mühsamer Kleinarbeit bestellten. Speziell die Hafner erwarben auch billigere Waldstücke (teilweise sogar weit entfernte), aus denen sie das zum Brennen der Keramik nötige Holz gewannen.
Erst 1848 und endgültig 1872 wurden die Abgaben an den Grundherrn durch den moderaten Bodenzins an den Staat abgelöst, 1804 und dann 1825 der Handel durch die Bayerische Gewerbeordnung und durch das Gewerbegesetz liberalisiert. Nun hatten die Hafner jedoch gegen die Konkurrenz anderer Materialien und den damit einhergehenden Absatzrückgang zu kämpfen, so dass die überwiegende Zahl von ihnen in der 2. Hälfte des 19. Jahrhunderts aufgab.

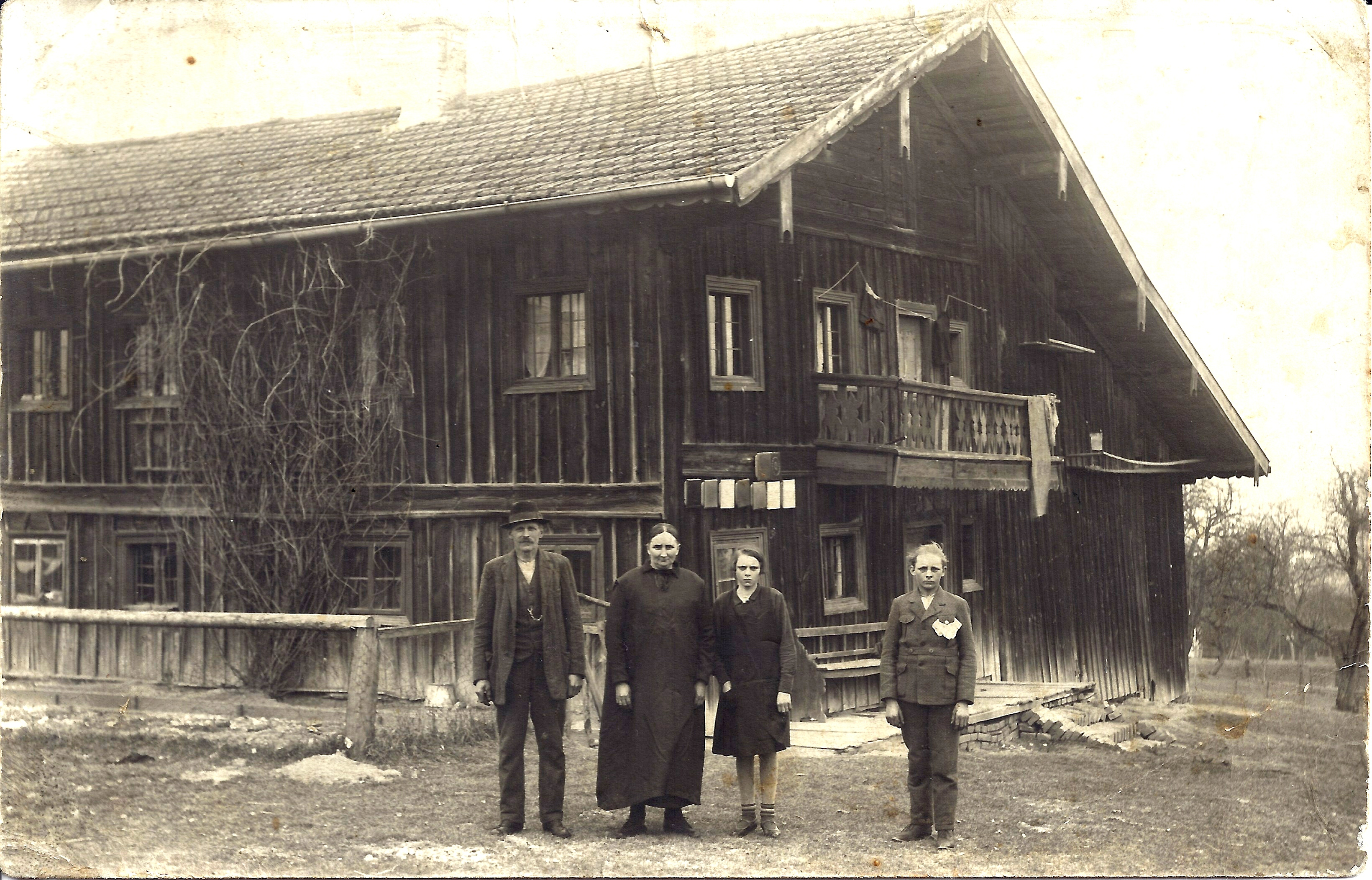
Hafnerfamilie in Schönau

Ein Foto, das ungefähr im Jahr 1920 in Schönau aufgenommen wurde, zeigt einen der wenigen Hafner, der noch Anfang des 20. Jahrhunderts seinen Beruf ausübte. Links steht der letzte Hafner Josef Enggruber, daneben sieht man seine Frau Anna, die Tochter Mathilde und seinen Sohn Josef. An der Wand des damals noch hölzernen Hauses sind Musterkacheln angebracht, die über den Personen zu sehen sind.
Schwerer als die eingesessenen Meister hatten es Gesellen. Sofern sie nach der Meisterprüfung nicht eine Hafnerwerkstatt übernehmen konnten oder wenigstens eine dauerhafte Anstellung in einem Betrieb bekamen, wurde ihnen durch die damaligen strengen Gesetze das Heiraten sehr erschwert. Daher verwundert es nicht, dass es im 19. Jahrhundert etwa so viele uneheliche Kinder gab wie eheliche. Sehr selten bekamen Mädchen von mehreren Männern Kinder – meistens handelt es sich um „ordentliche“ Verhältnisse mit der Absicht, so bald wie möglich zu heiraten. Diese Kinder (oft mehrere) wurden dann nach der Hochzeit legitimiert, wie Anmerkungen der Pfarrer in den Taufbüchern belegen. Ausdrücklich festzuhalten ist dabei, dass sogar die Söhne von Hafnern, die die Werkstatt ihres Vaters erben sollten, keine Ausnahme bildeten (auch wenn sie bereits die Meisterprüfung abgelegt hatten): Erst, nachdem der Vater übergeben hatte, konnten sie heiraten. Vor 1848 war außerdem die Zustimmung des Herrn zur Heirat nötig – neben den harten Abgaben bedeutete auch dies eine massive Behinderung der persönlichen Entwicklung. Dies galt bis zum Jahr 1868, als neue Gesetze die Verehelichung wesentlich erleichterten.
Offensichtlich waren die Handwerker bald nach Einführung der Schulpflicht (herzoglicher Erlass vom 23. Dezember 1802)  bemüht, Lesen und Schreiben zu lernen. Dafür sprechen die Zeugnisse im Hauptstaatsarchiv München, die für den „fleißigen“ Besuch der „Trivialschul“ oder der (schon 1799 eingeführten) „Feyertagsschul“ von Pfarrern als der damaligen Schulaufsicht auf Bitten der Betroffenen hin ausgestellt wurden. In den Urkatastern aus den frühen vierziger Jahren des 19. Jahrhunderts konnten wesentlich mehr Hafner mit ihrem Namen unterschreiben als Bauern. Unter Umständen beeinflusste die strenge Handwerksausbildung das Bestreben nach Bildung, mehr aber wohl der harte Konkurrenzkampf, in dem zusätzliche Qualifikationen von Nutzen waren.

### Kulturgeschichte
Die materielle Hinterlassenschaft früherer Hafner ist nicht weniger interessant als deren Lebensumstände. Es ist erstaunlich, wie viele Erzeugnisse früherer Töpfer in Privatbesitz erhalten sind, wie viele Hafnerbetriebe gerade noch genau lokalisiert werden konnten. Denn einige Werkstätten wurden in den letzten Jahren abgerissen (man konnte sie davor noch dokumentieren). Und von den Zeitzeugen, die sich an den Werkstattbetrieb erinnern, leben zunehmend weniger. Hinzu kommen, wie schon erwähnt, Ausgrabungen und Lesefunde.
Die ältesten Gefäße datieren etwa um 1400 (genauer lassen sich die ersten Krüge nicht datieren), die ältesten konkreten urkundlichen Belege für Hafner datieren aus der Zeit um 1460. Die letzten Ausläufer der Hafnerei im Rottal findet man um 1920. Insgesamt also eine große Zeitspanne, die jedoch, wie zu erwarten, sich in ganz verschiedene soziale und künstlerische Ausprägungen auffächert.
Mit dem Wort Töpferei verbinden wir heute Außergewöhnliches: Man kauft in einer Boutique oder beim Töpfer selbst eine Vase oder eine Obstschale – Schmuckstücke fürs Wohnzimmer. Ganz anders verhielt es sich in den größeren Städten bis Anfang des 19. Jahrhunderts, auf dem Land noch bis etwa 1850: Die Hafnerware war unentbehrlich für das tägliche Leben. Eisentöpfe waren teuer, der Großteil der Bevölkerung stellte irdene Töpfe auf den Herd und auf den Tisch. Schüsseln und Teller aus Porzellan konnten sich nur betuchte Adelige leisten, also aß man aus Geschirr, das man vom Hafner bezog. Hafner fertigten aber nicht nur Gebrauchsgeschirr an. Bei der Meisterprüfung mussten sie auch einen Ofen setzen und Ofenkacheln herstellen können.

#### Gebrauchsgeschirr
(Die im Folgenden verwendeten Abkürzungen bedeuten: H = Höhe, DB = Durchmesser am Boden des Gefäßes, Dmax = größter Durchmesser, HDmax = Höhe des Gefäßes, bei der der maximale Durchmesser ermittelt wurde, DÖ = Durchmesser der oberen Gefäßöffnung)

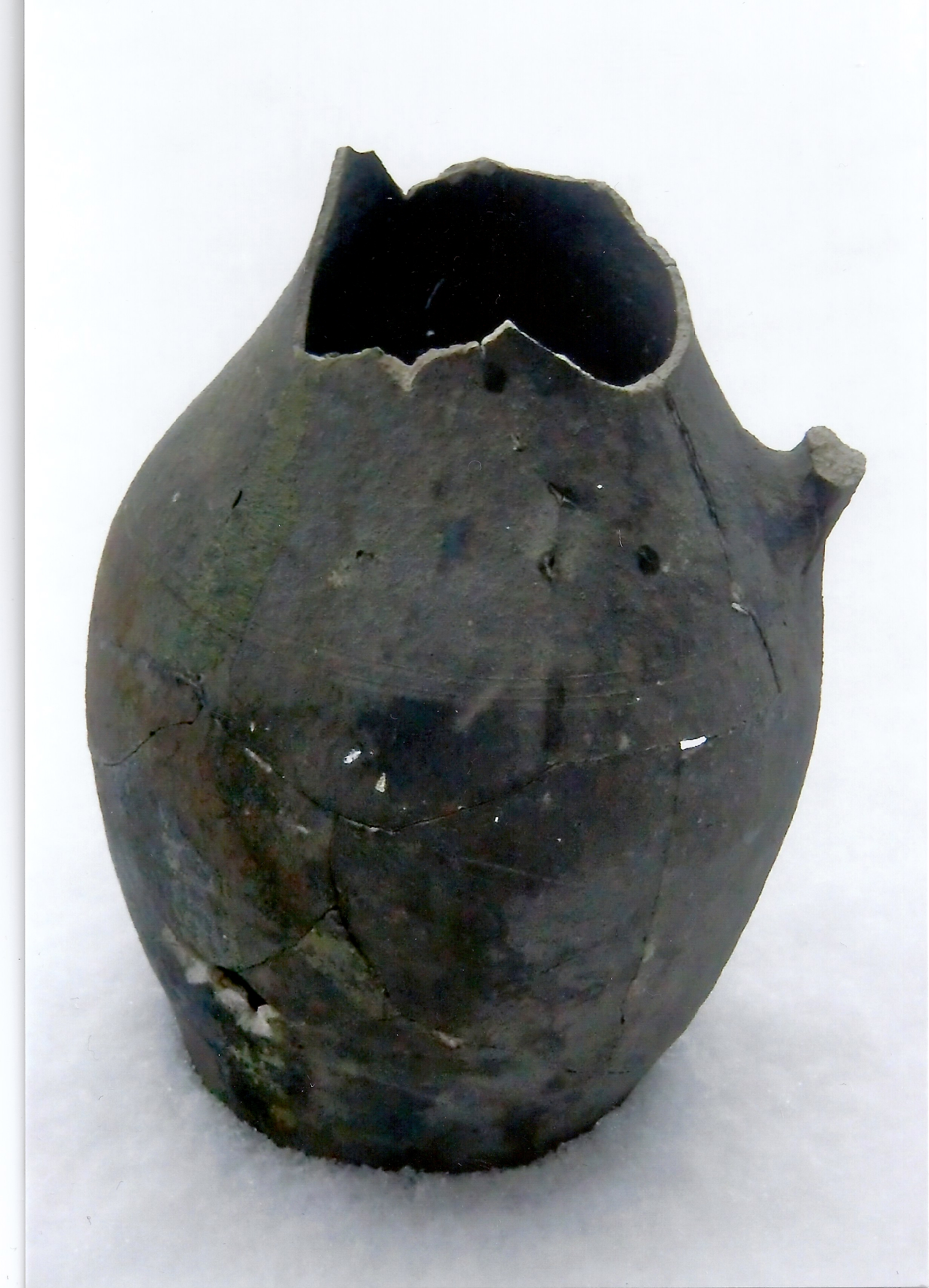
Krug aus Schönau

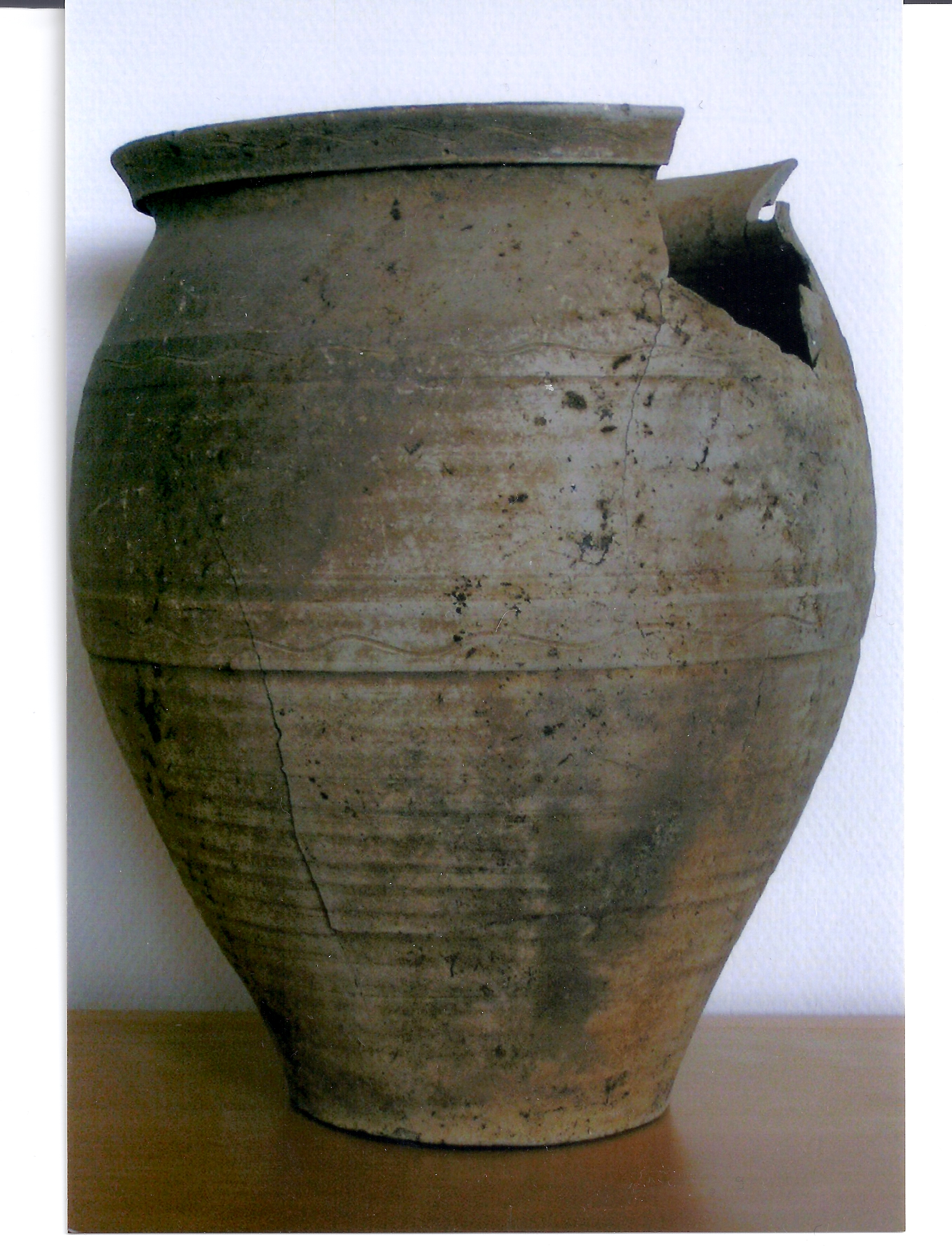
Topf aus Kleinmünchen

Die beiden ältesten Fundstücke unserer Region sollen kurz erwähnt werden: Zunächst ein bauchiger, henkelloser Topf aus Privatbesitz, der sehr gut erhalten ist. Er ist dünnwandig, hat einen weit ausgestellten Kragenrand und Wellenlinien über den ganzen Körper. Seine Maße: H 42 cm, DB 15 cm, HDmax 30 cm, Dmax 26,5 cm, DÖ 31 cm. Er ist in die Zeit von 1380 bis 1450 zu datieren. Bei Restaurierungsarbeiten im Posthalterstadel von Schönau wurde ein reduzierend gebrannter, zerscherbter Krug (bzw. eine Kanne, falls ein Ausguss vorhanden war) gefunden, der in die Zeit von 1400 bis 1460 bzw. (nach dem Urteil eines anderen Experten) um oder nach 1500 zu datieren ist. Seine Maße: H: 23,5 cm (Hals oben abgebrochen), Dmax: 14 cm, DB: 11 cm. Der Krug wurde bei Ausschachtungsarbeiten in etwa zwei Meter Tiefe gefunden. Weil er qualitätvoll, dünnwandig und deswegen schwer zu transportieren ist, wurde er vermutlich vom „alten Hafner“ im Ort (unmittelbar an den Schlosspark angrenzend und zur dortigen Grundherrschaft gehörig) produziert.

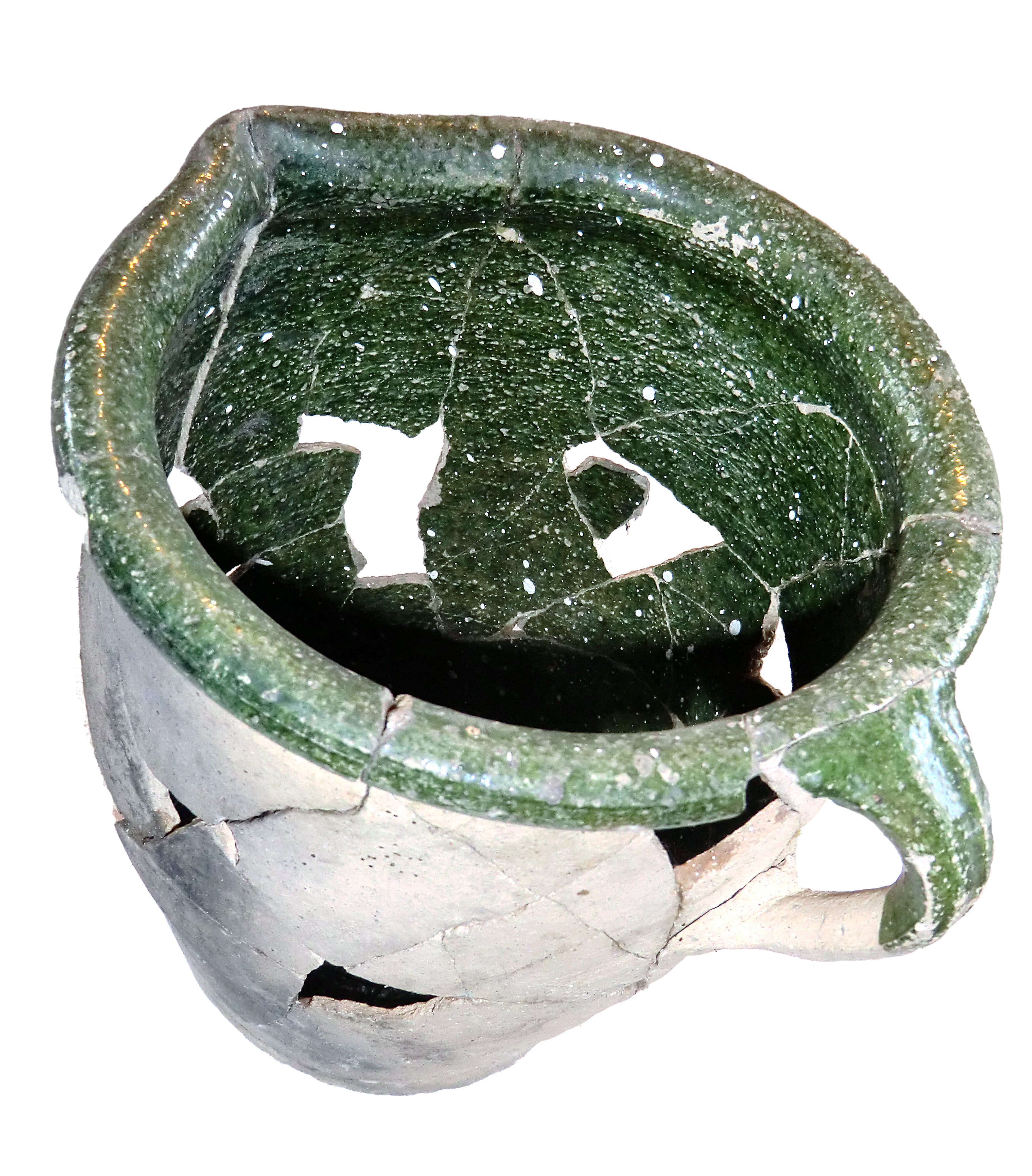
Henkeltopf aus Gschaid

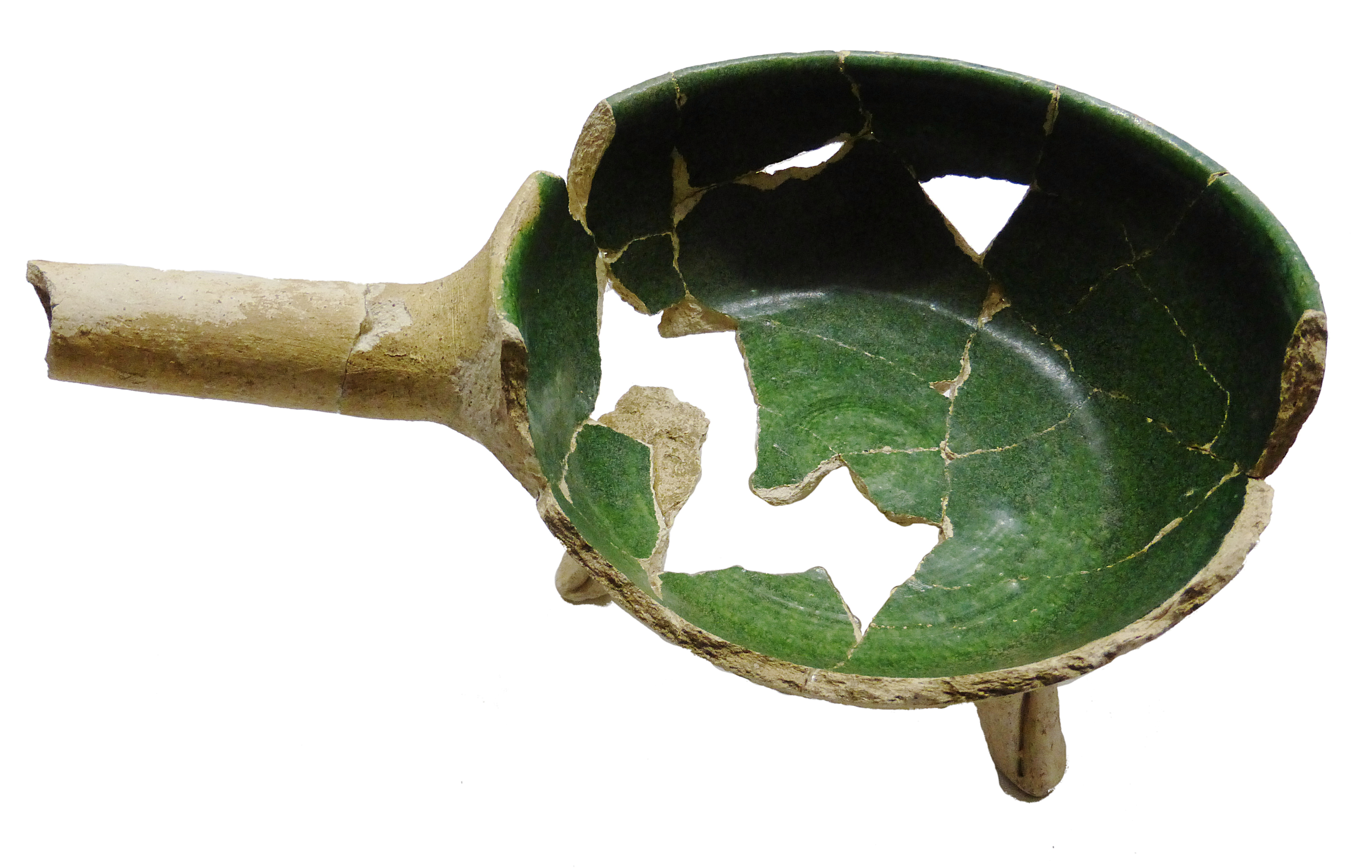
Dreibeiniger Kochtopf aus Gschaid

Etwa ein Jahrhundert jünger sind zwei Gegenstände aus dem unten erwähnten Fundkomplex aus Gschaid: Ein aus den Scherben großenteils wieder zusammengesetzter Henkeltopf mit geraden Wänden und Kremprand (H 22 cm, DB 12,5 cm, DÖ = Dmax 18 cm). Er ist nur innen und am oberen Rand tannengrün glasiert. Auch zwei Kochtöpfe konnten rekonstruiert werden. Sie weisen gerade, waagrecht abstehende Griffe und drei Beine auf, innen sind sie grün glasiert. Beim Kochen standen sie im Feuer der offenen Herdstelle. Sie haben verschiedene Größen: DÖ 14 bzw. 13 cm, Tiefe des Topfes 6 bzw. 5,5 cm, Länge Griff 9,5 cm, H 11,5 bzw. 10,5 cm.

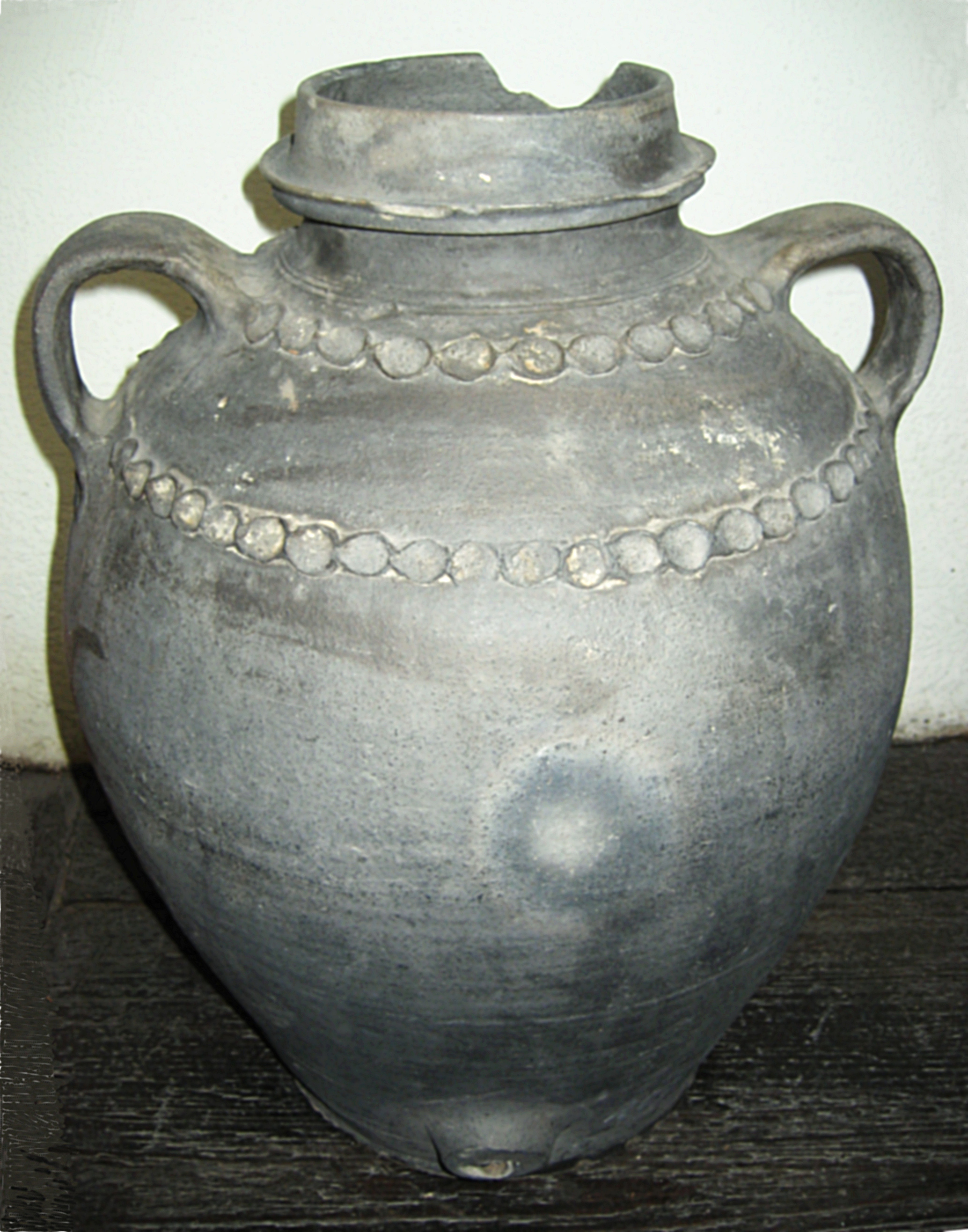
Vorratskrug aus Pfarrkirchen

Auch später findet man Gebrauchsgeschirr verschiedener Art:  Große Doppelhenkeltöpfe aus Ton oder aus Steinzeug kommen als Vorratsgefäße, die in jedem Haushalt vorhanden waren, häufig vor. Oft sind sie mit bänderartigen Mustern verziert. Beispiele finden sich z. B. im Heimathaus Pfarrkirchen und im Nationalmuseum München.

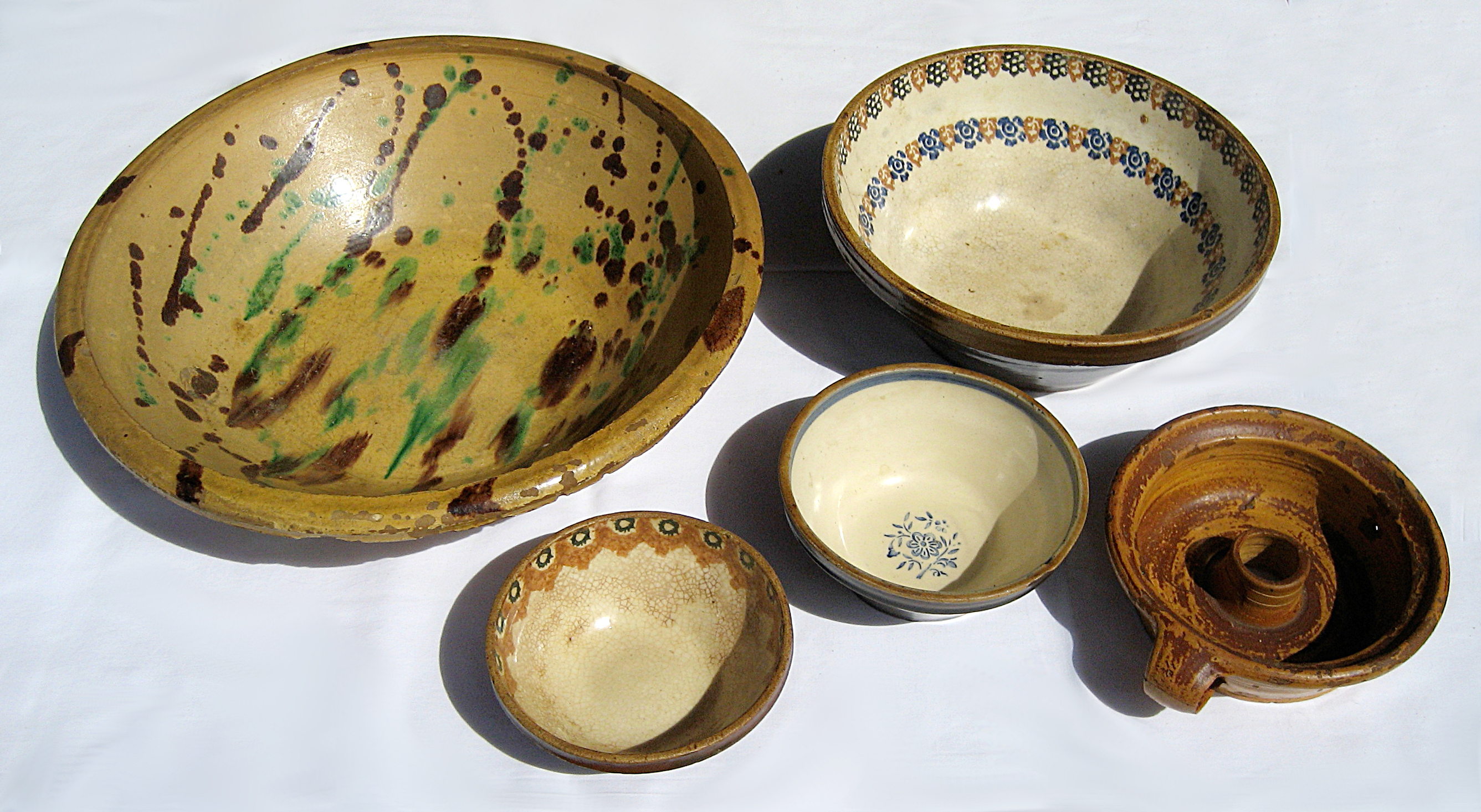
Hafnerware aus Gstockert

Als Beispiel aus der 2. Hälfte des 19. Jahrhunderts seien einige noch in Familienbesitz befindliche Erzeugnisse aus Gstockert genannt: Eine große Schüssel mit Spritzdekor innen, außen unglasiert. DÖ 39,5 cm. DB 21 cm Tiefe 10 cm, Randbreite 2 cm. Eine tiefe Schüssel, die außen braune Glasur aufweist. Innen ist sie weiß meliert mit zwei schwarz-braunen bzw. blau-braunen Ringen. Der Boden blieb unglasiert. DÖ 26,5 cm, DB 15,5 cm, H 10,5 cm. Der umgeschlagene Rand ist außen 2 cm hoch. Ein außen braun glasierter Weidling, der innen weiß meliert ist und oben einen braun-schwarzen Dekorring aufweist. Der Boden ist unglasiert. DÖ 14,5 cm, DB 8 cm, H 5,8 cm, Randhöhe außen 1,4 cm. Ein außen braun glasierter Weidling, innen weiß glasiert mit blauem Rand oben und einem blauen Blumenmuster am Boden. Boden auf der Unterseite unglasiert. DÖ 15,8 cm, DB 9,2 cm, H 7 cm, Randhöhe außen 1,7 cm. Guglhupfform (?) mit hochgezogener innerer Öffnung, außen gelb, innen braun über gelb glasiert, mit Henkel. Der Wulstrand ist nach außen gezogen. Boden nicht glasiert. DÖ 17,8 cm, DB 13 cm, H 6,3 cm, D der Öffnung innen 3,8 cm.

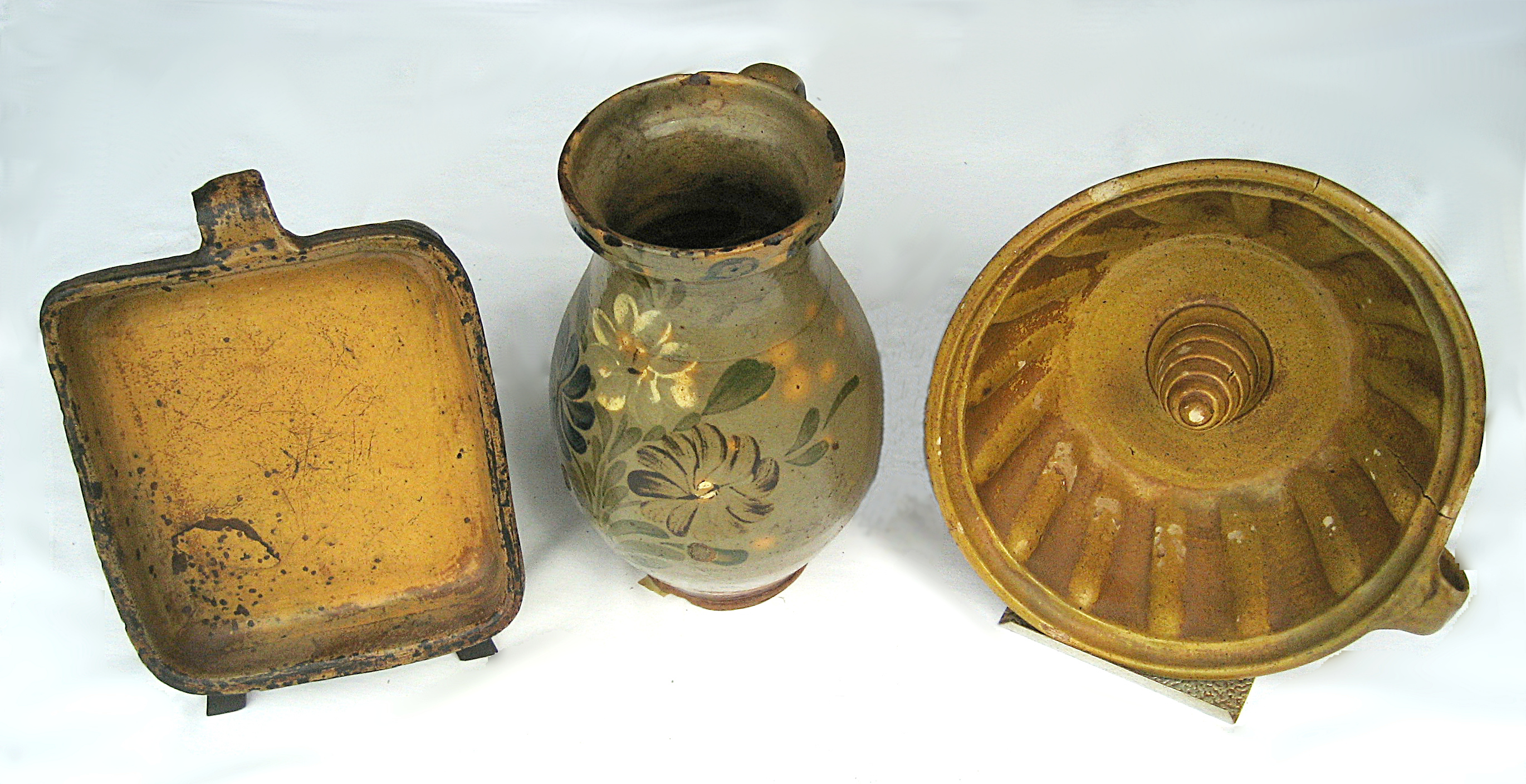
Reindl, Krug und Guglhupfform aus Gstockert

Vermutlich aus derselben Hafnerei stammt ein Krug, der innen und außen glasiert ist und als Verzierung oben am Rand ein 2 cm breites blaues Tupfenmuster, am Bauch vorne drei Blumen trägt. H 28 cm, DÖ 12,5 cm, Dmax 16 cm, DB 10 cm, Rand oben 2 cm. Ein „Reindl“ mit Griff weist deutliche Gebrauchsspuren auf, weshalb der Boden verrußt ist. Innen gelb glasiert. Außen weist es einen 1,5 cm hohen, gerillten Rand auf, der gelb glasiert ist. Die Wand darunter ist dunkelbraun glasiert. D 21,5 × 19,5 cm, H 4,5 cm. Eine innen und außen gelb glasierte Guglhupfform. Neben dem Henkel zieht sich ein Riss von oben nach unten. DÖ 26 cm, DB 16,5 cm, H 11 cm. Im Zentrum läuft der stufenförmige Kegel in eine Spitze aus; seine Öffnung hat auf der Unterseite 5,4 cm Durchmesser.

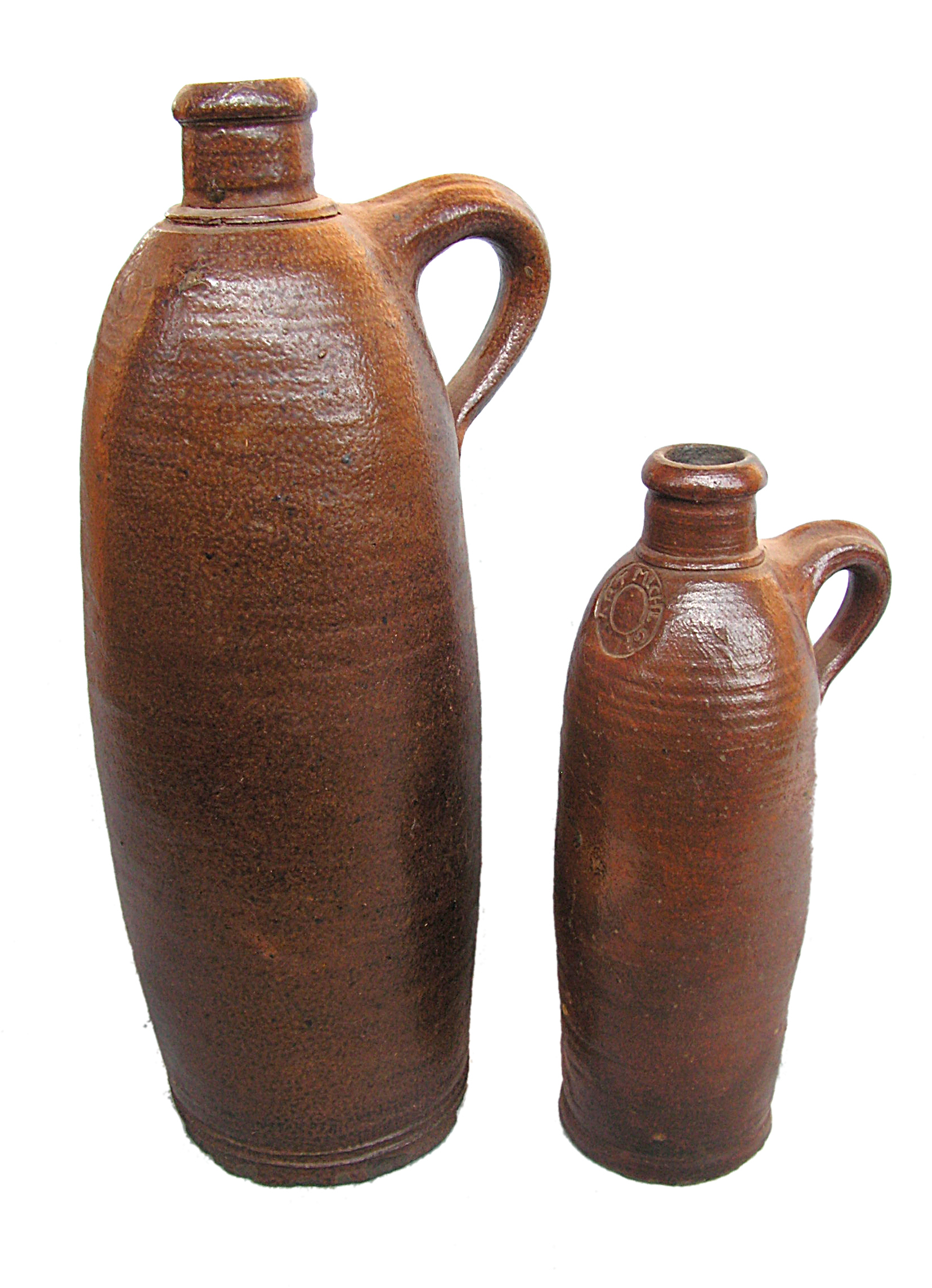
Zwei Flaschen aus Peterskirchen

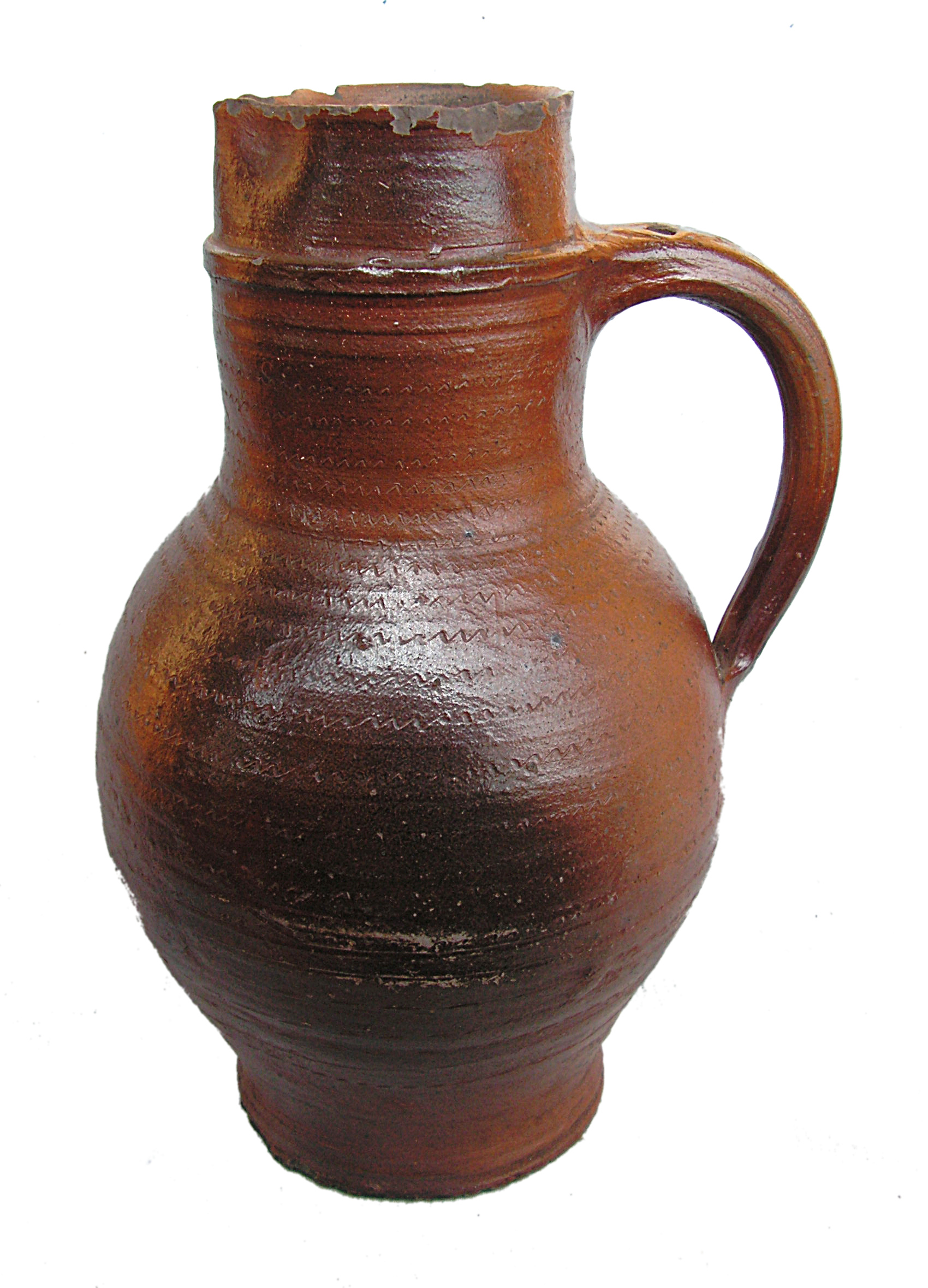
Halskrug aus Peterskirchen

Aus dem bekannten Hafnerort Peterskirchen ist eine Vielfalt von Erzeugnissen bekannt, z. B. Wasserflaschen verschiedener Größen aus Steinzeug. Die abgebildeten weisen eine braune Scherbenoberfläche auf und sind jeweils mit einem runden Herstellerstempel versehen („Michl Gelhard“). H 33 bzw. 23 cm, DB 10 bzw. 7 cm.
Auf dem wulstigen Henkel einer Kanne (rheinische Form) ist eine 3 eingeritzt. Ein schwaches Zick-zack-Muster, das mit einem Rollrädchen eingerillt wurde, überzieht den ganzen braunen Gefäßkörper.H 32 cm, D 9 cm, DB 12 cm.

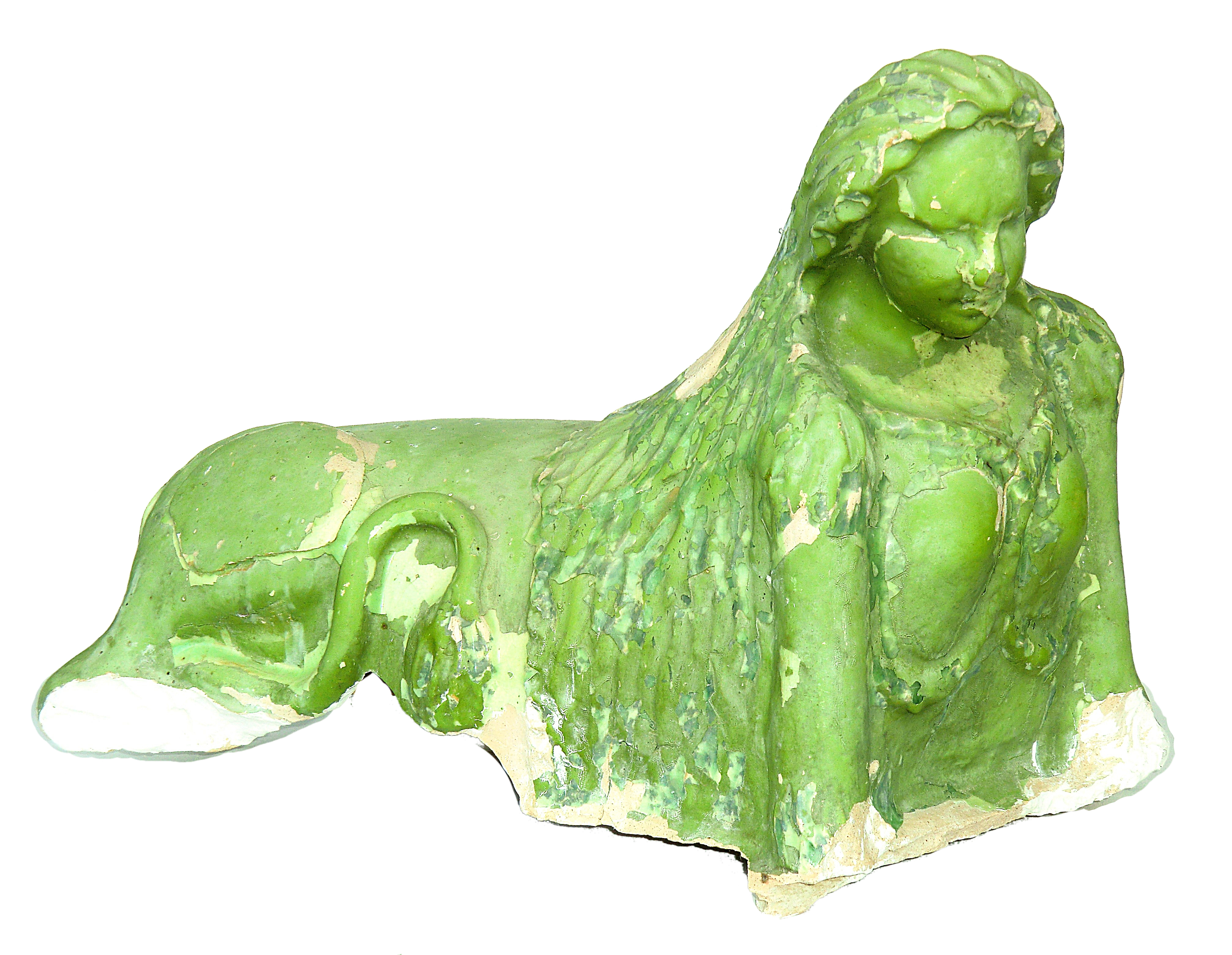
Sphinx aus Peterskirchen

Besonders hervorzuheben ist ein zylindrischer Deckelkrug, der sich heute in einer Privatsammlung befindet (H 15,8 cm). Er ist „ohne Füllmarke (ca. 0,6 l); frontal ein eingeschnittener Kreis mit der eingeritzten Inschrift ‚Michl Gelhard’; beidseitig flankiert von geritztem / geschnittenem Blatt- und Blütenornament; gelbbraune Scherbenoberfläche; (…) Deckeleinsatz: aus einer Tonplatte geschnittener Sechsstern; kaum vor 1860/66 und wohl kaum nach 1870? Zinnmarke: Zeilenstempel ‚BLEISTEIN’“ (Text aus: Endres, Werner / Grasmann, Lambert u. a.: Steinzeug aus Niederbayern: Peterskirchen im Rottal, Vilsbiburg 2005). Als letztes Beispiel aus der Fülle von Formen erwähnen wir die Tonflaschen für Salben (sog. „Salbenkruken“). Davon gab es zwei Arten: Die sog. Eiform und die weit verbreiteten zylindrischen Gefäße. Das hier abgebildete eiförmige Gefäß mit passendem Steckdeckel weist eine braune Oberfläche auf (Oxydationsbrand). H 10 cm, D 4 cm, DB 3 cm.

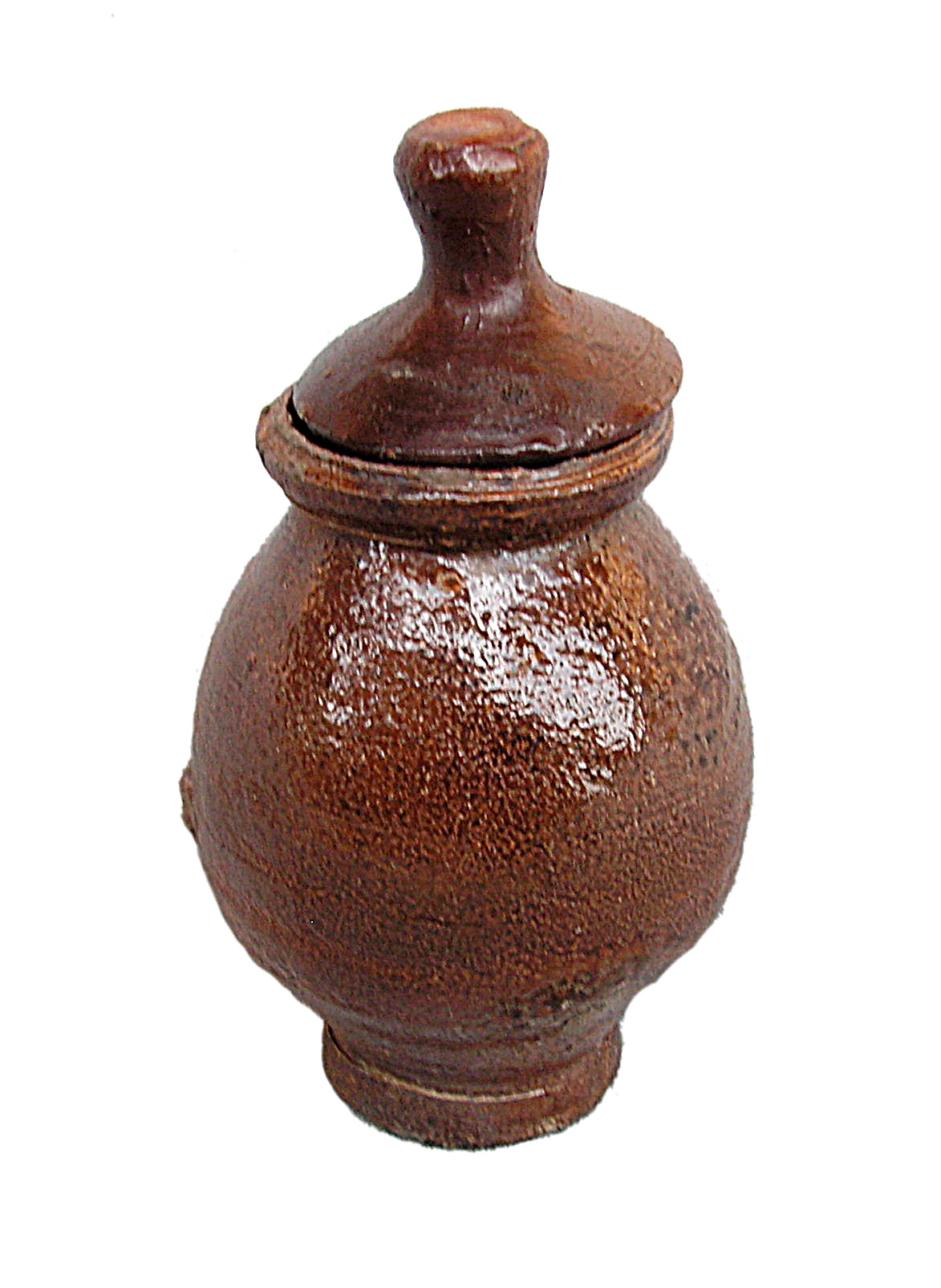
Salbenkruke aus Peterskirchen

Von der über einer bläulichen Farbschicht grün glasierten Sphinx, die als Ofenaufsatz diente, sind mehrere Exemplare bekannt; sie wurden wohl alle in Peterskirchen hergestellt. Die Figur ist 41 cm lang, 28 cm hoch, innen hohl, mit einem Model gefertigt, 4,4 Kilogramm schwer. Entstanden etwa in der Mitte des 19. Jahrhunderts im Gefolge der damals verbreiteten Ägyptenbegeisterung.

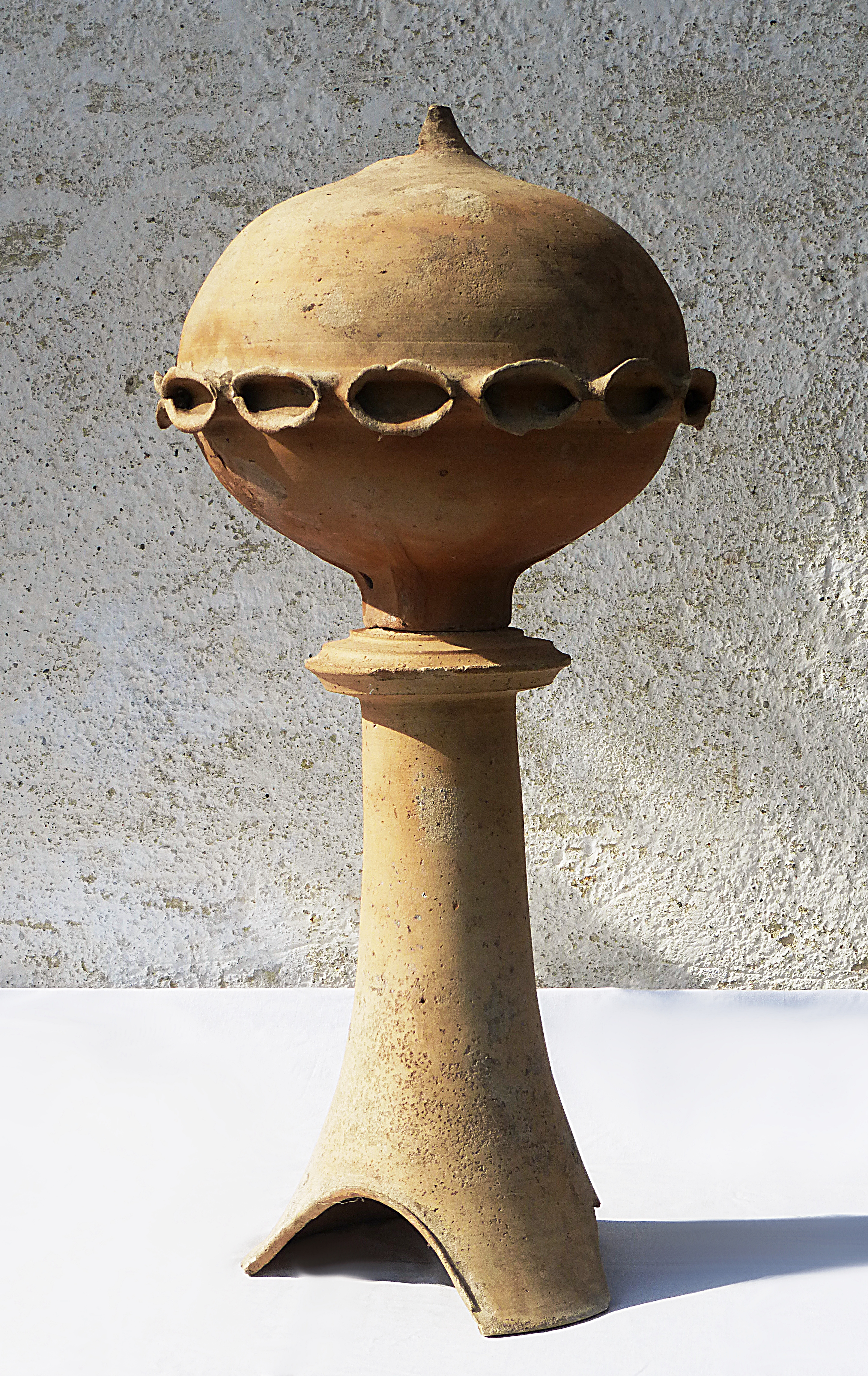
Dachreiter aus Unterhausbach 2

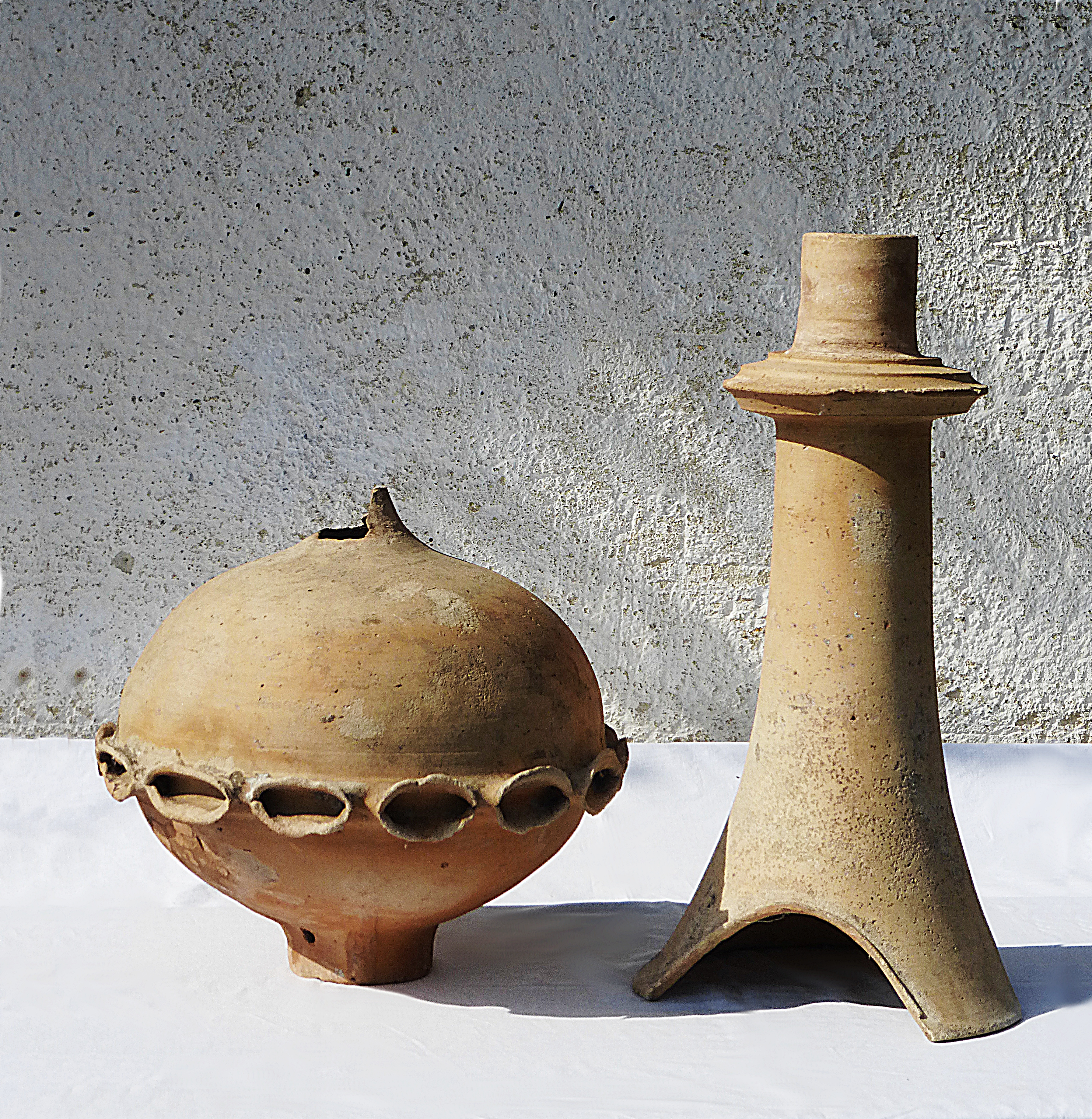
Dachreiter aus Unterhausbach 1

Aber auch ganz andere Dinge stellten die früheren Hafner her, etwa Fliesen als abgehängte Zimmerdecke. Im Pfarrkirchner Heimatmuseum steht ein Hausaltar, der aus Ton modelliert und dann gebrannt und glasiert worden war. Und sogar ein kleiner Dachreiter aus Ton war auf dem Kirchlein in Unterhausbach bei Falkenberg angebracht. Es gehörte als Schlosskirche mit direktem Zugang zur Kirchenempore zu einem längst verschwundenen Adelssitz. 93 cm hoch, besteht das Türmchen aus zwei Teilen. Die Gestaltung ist originell: Drei Füße vereinigen sich zu einem Schaft, der oben durch eine breite Krempe und eine schmalere Röhre, die das Oberteil festhält und von außen nicht sichtbar ist, abgeschlossen wird. Das Oberteil bildet auf einem kleinen Schaft eine breit ausladende, etwas gedrückte Kugel aus, die an der breitesten Stelle durch ein Band ovaler Ringe verziert ist. Oben läuft es in eine – heute abgebrochene Spitze aus. Das Stück wurde in der zweiten Hälfte des 18. Jahrhunderts gefertigt.

#### Außergewöhnliche Ware
Neben all diesen Erzeugnissen mit Alltagsbezug gibt es jedoch auch überraschende Stücke mit z. T. ungewöhnlichen Fundumständen.

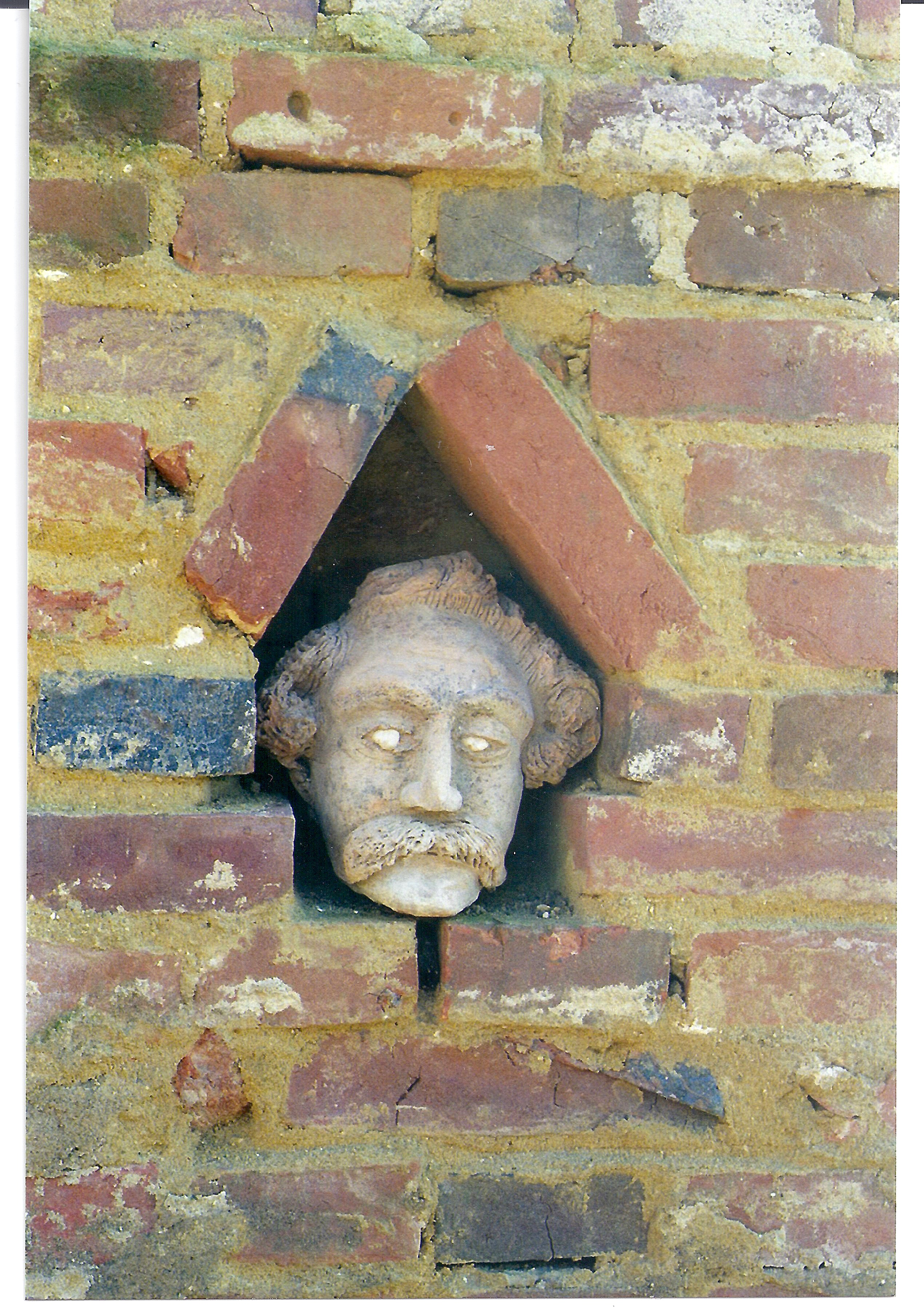
Alte Mauer in Ortprechting

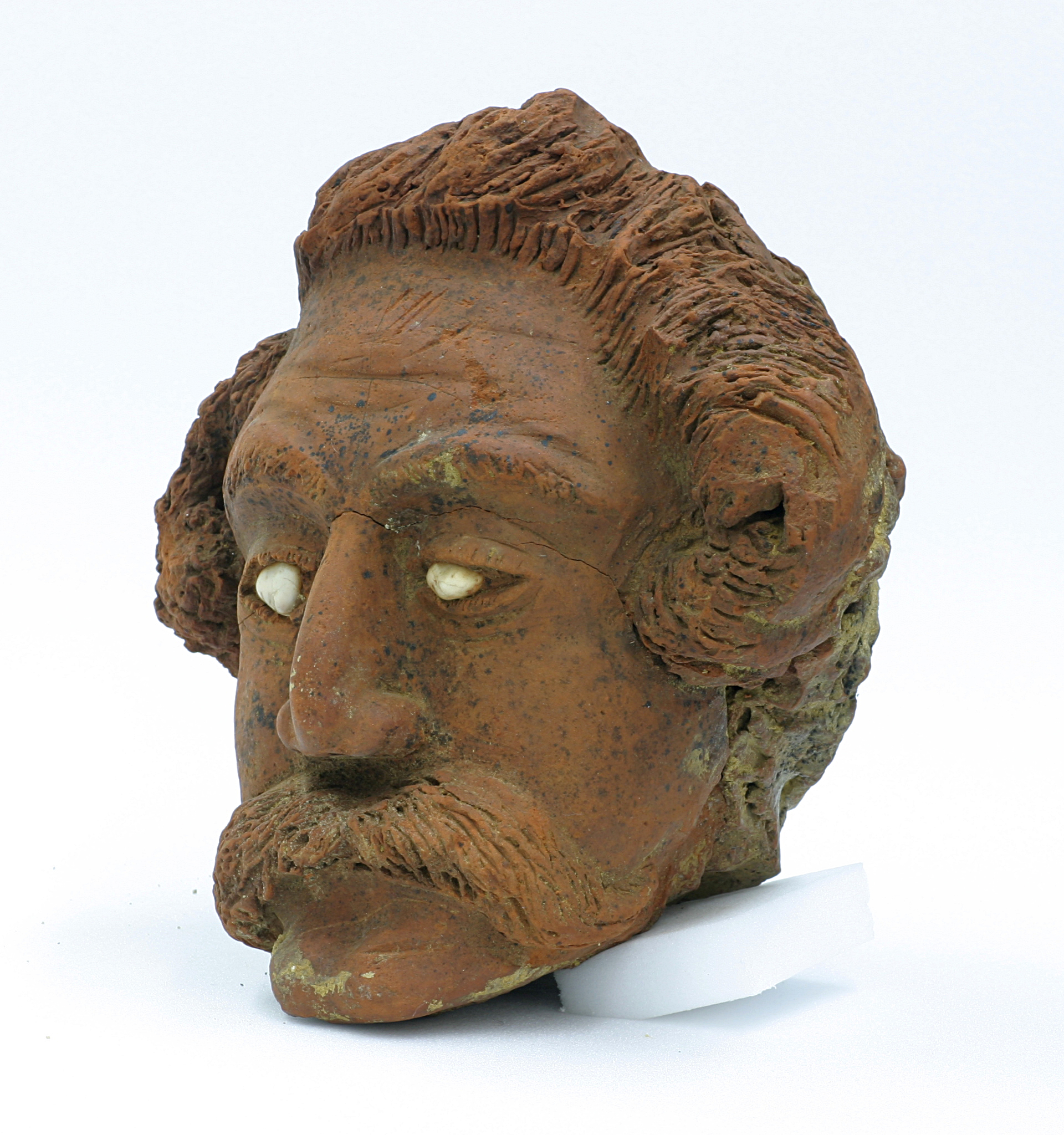
Tonkopf aus Ortprechting

Da ist zunächst einmal ein massiver Tonkopf aus Ortprechting; d. h., er ist innen nicht ausgehöhlt und hat so das ganz ungewöhnliche Gewicht von 6,6 Kilogramm. Dass beim Brennvorgang keine Risse oder Sprünge auftraten, zeugt von einer hohen Kunstfertigkeit des Hafners. Seine Maße: Höhe 25 cm, Tiefe zwischen Hinterkopf und Nase 17 cm. Er wirkt sehr ausdrucksvoll und individuell. Die Entdeckungsgeschichte ist ebenfalls ungewöhnlich: Auf einem Bauernhof in der Nähe von Nöham wurde das bisherige Wohnhaus abgerissen und daneben ein neues gebaut. Beim Teilabbruch des früheren Wohngebäudes kippte unvermittelt eine Zwischenmauer um, dahinter wurde eine zweite (bisher unbekannte) Mauer sichtbar, in der sich eine Nische mit dem lebensgroßen Kopf befand. Diese war wenig sorgfältig errichtet worden, wogegen die künstlerische Qualität des Werkstücks weit über dem Durchschnitt liegt, was an den aus Kieselsteinen eingesetzten lebendigen Augen oder an den kunstvoll gearbeiteten Haaren, Augenbrauen, Wimpern und dem Schnauzbart abzulesen ist.
Bleibt die Frage, wer dargestellt ist. Offensichtlich ein Adeliger – aber wieso wird er weitab von einem Schloss in einem Bauernhof gefunden? Auch über die Zeitstellung gab es verschiedene Meinungen: Sinnvollerweise kommt nur die Renaissance in Frage und nicht das 19. Jahrhundert, das auch genannt wurde. Da das abgebrochene Haus 1882 gebaut wurde und die versteckte Mauer erheblich älter war, müsste er mindestens 50 Jahre oder mehr älter sein. Ihn aber dann um 1800 herum zu datieren, erscheint vom Stil her unwahrscheinlich. Das doppelte Geheimnis um seine Herkunft (wurde er in Ortprechting gebrannt oder kam er von auswärts?) und um den Dargestellten harrt also noch einer Lösung – vermutlich wird das Rätsel nie gelöst.

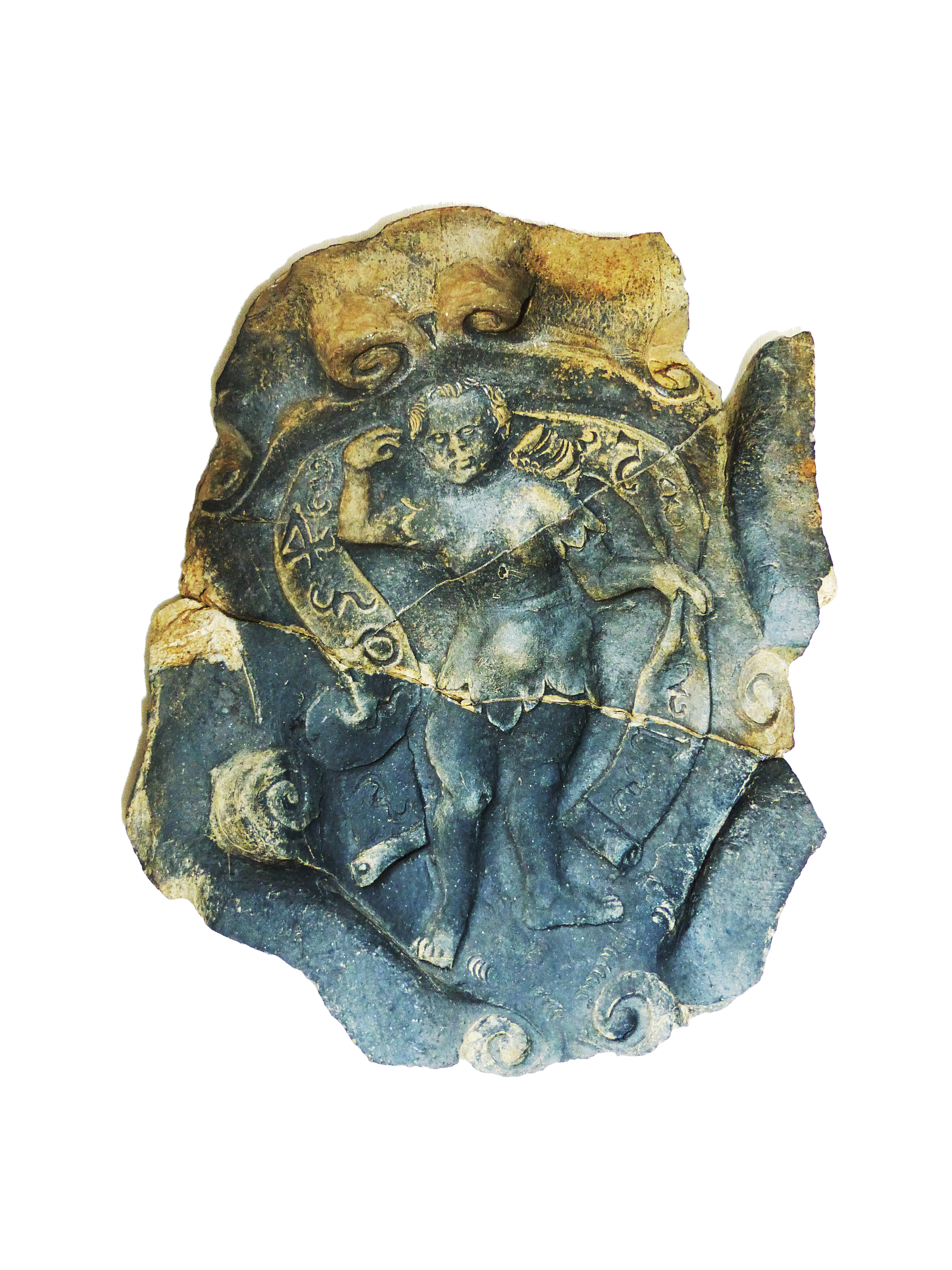
Fragment aus Gschaid mit Jahreszahl

Ebenfalls beim Bau eines neuen Wohnhauses wurde in Gschaid (ganz in der Nähe des bekannten Hafnerortes Peterskirchen) ein Aufsehen erregender Fund gemacht. Der Bagger stieß auf die große Abfallgrube der ehemaligen Hafnerei und förderte große Mengen Scherben zutage, die jetzt in 97 großen Kartons und 14 großen Tüten aufbewahrt werden. Unter den Funden war eine Matrize, die die Jahreszahl 1546 trägt – ein Glücksfall für die Datierung. Ein kräftig gebauter Engel in kurzem Rock fasst mit den Händen in ein breites Band, das über seinen Rücken geführt ist und die Jahreszahl trägt.
Ein paar Exemplare aus dieser Riesenmenge werden hier vorgestellt:
Religiöse Motive zeigen Christus und sämtliche Apostel mit ihren Attributen. Wir beschränken uns auf zwei Beispiele: Eine Scherbe mit Christus am Kreuz (wovon mehrere Exemplare existieren) sowie auf das Medaillon, das auf einem braun bzw. violett, weiß und grün gestreiften Krug appliziert ist; es verdeutlicht, wo die im Folgenden erwähnten Medaillons angebracht waren. Weil das Apostelbild verlaufene Farben hat (weswegen der Krug wohl in der Abfallgrube landete), kann nicht bestimmt werden, um wen es sich handelt.

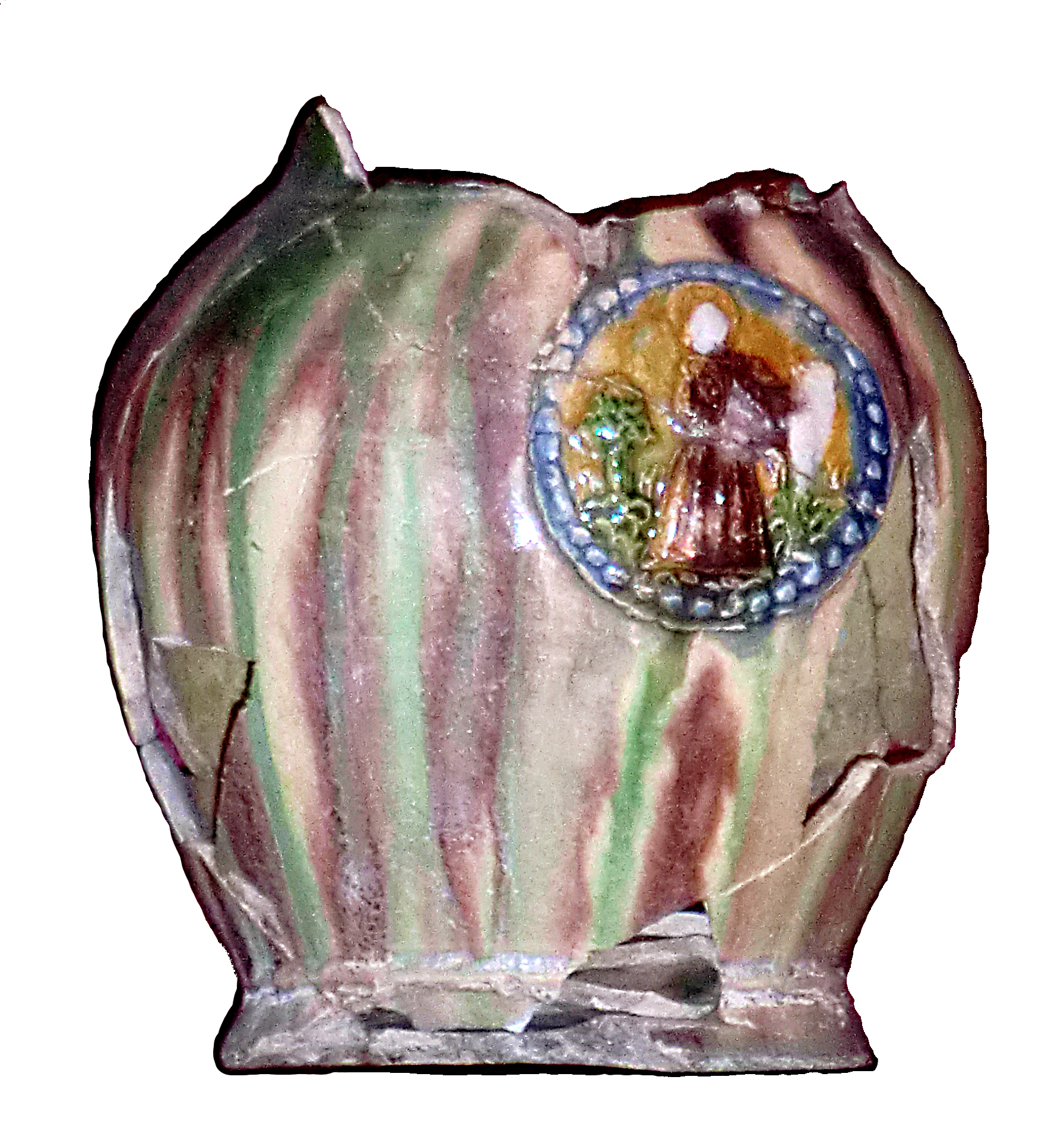
Krug aus Gschaid

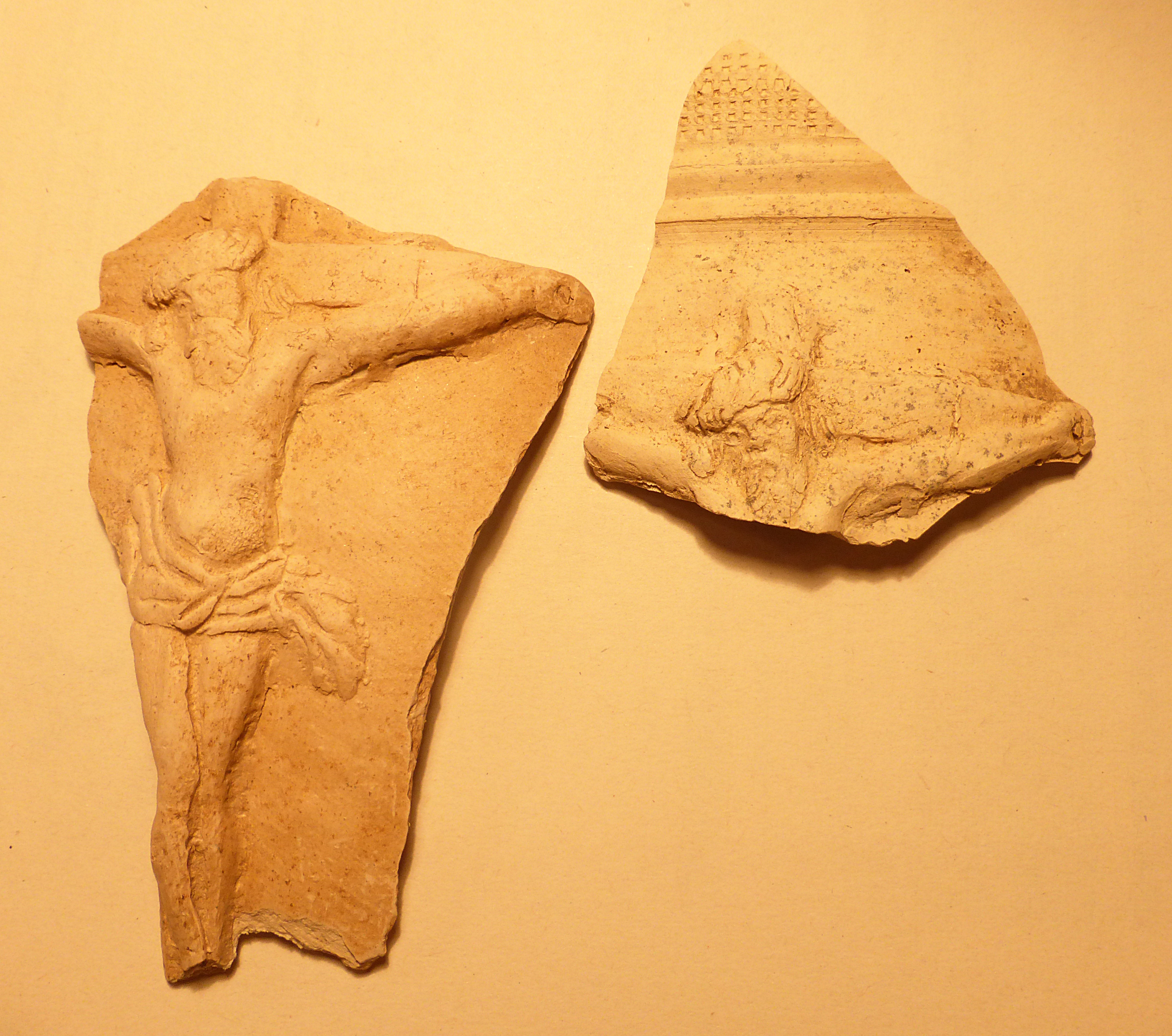
Christusfragment aus Gschaid

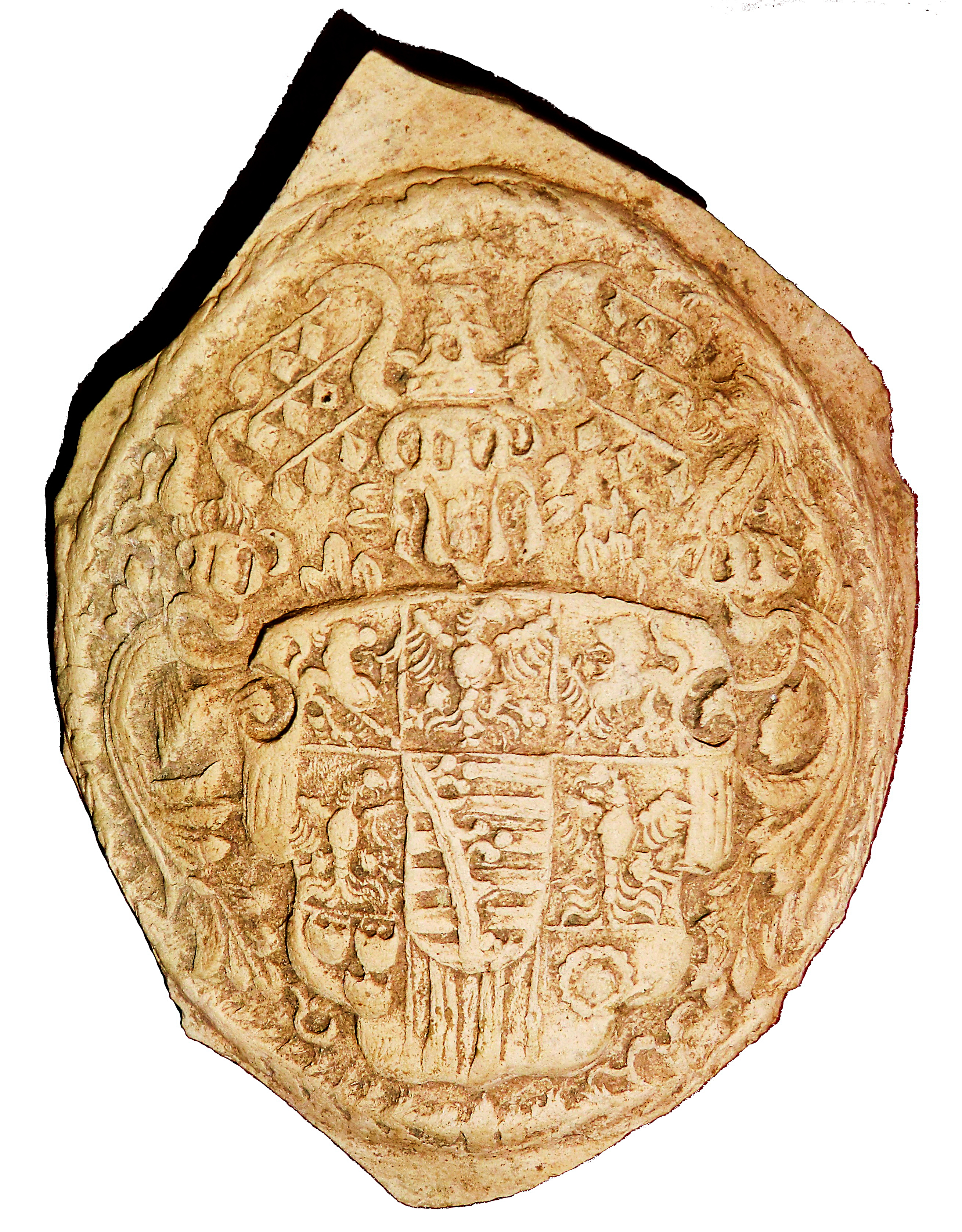
Großes Wappen aus Gschaid

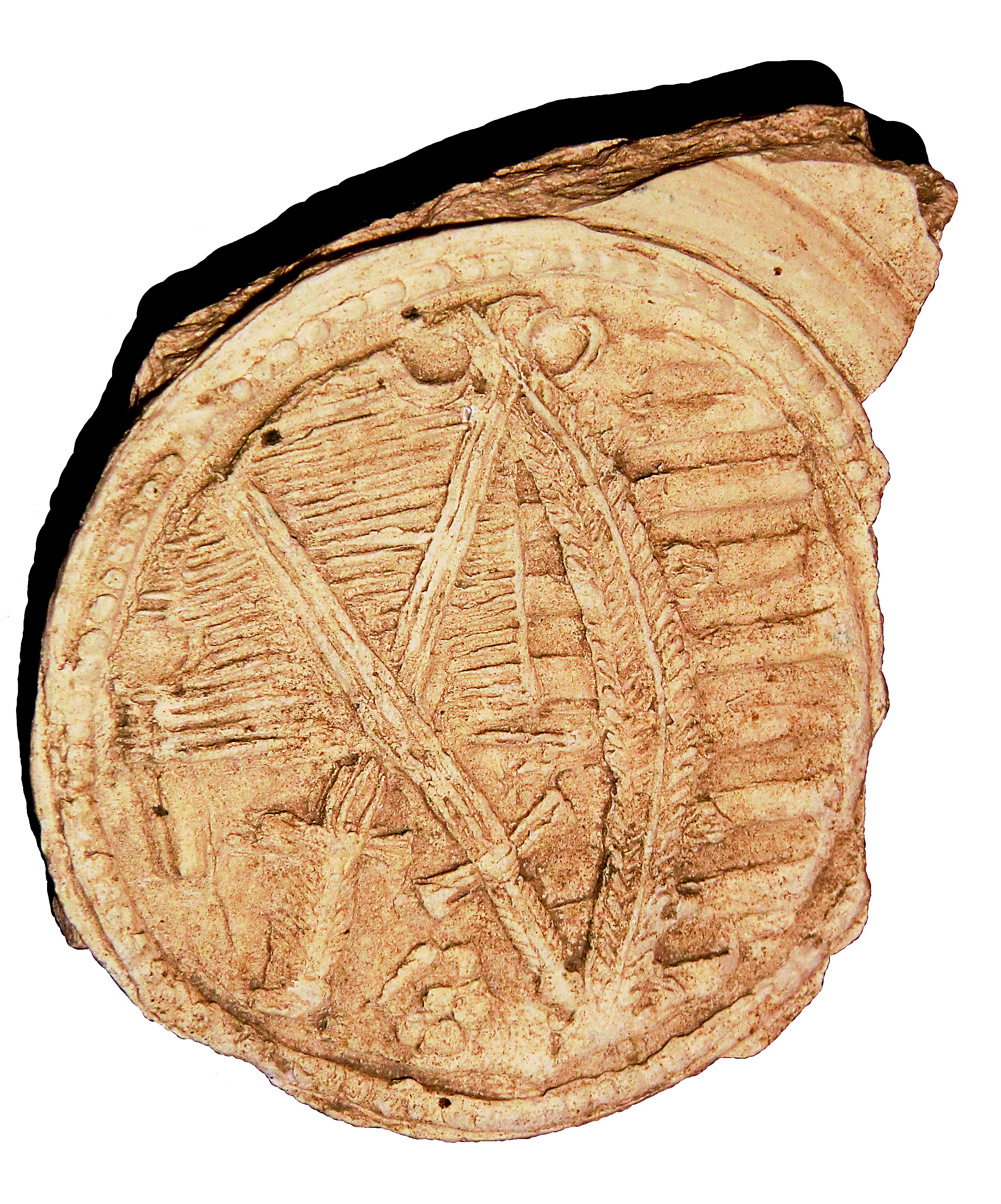
Kleines Wappen aus Gschaid

Die Wappen zeigen überraschenderweise sächsische Motive – warum, ist nicht abschließend geklärt. Bei dem großen prachtvollen Wappen rechts handelt sich um ein Phantasiewappen, denn es vereint Motive aus verschiedenen Hoheitszeichen des sächsischen Raums. Das echte Wappen des Kurfürstentums Sachsen findet sich auf weiteren Scherben wie der links abgebildeten.

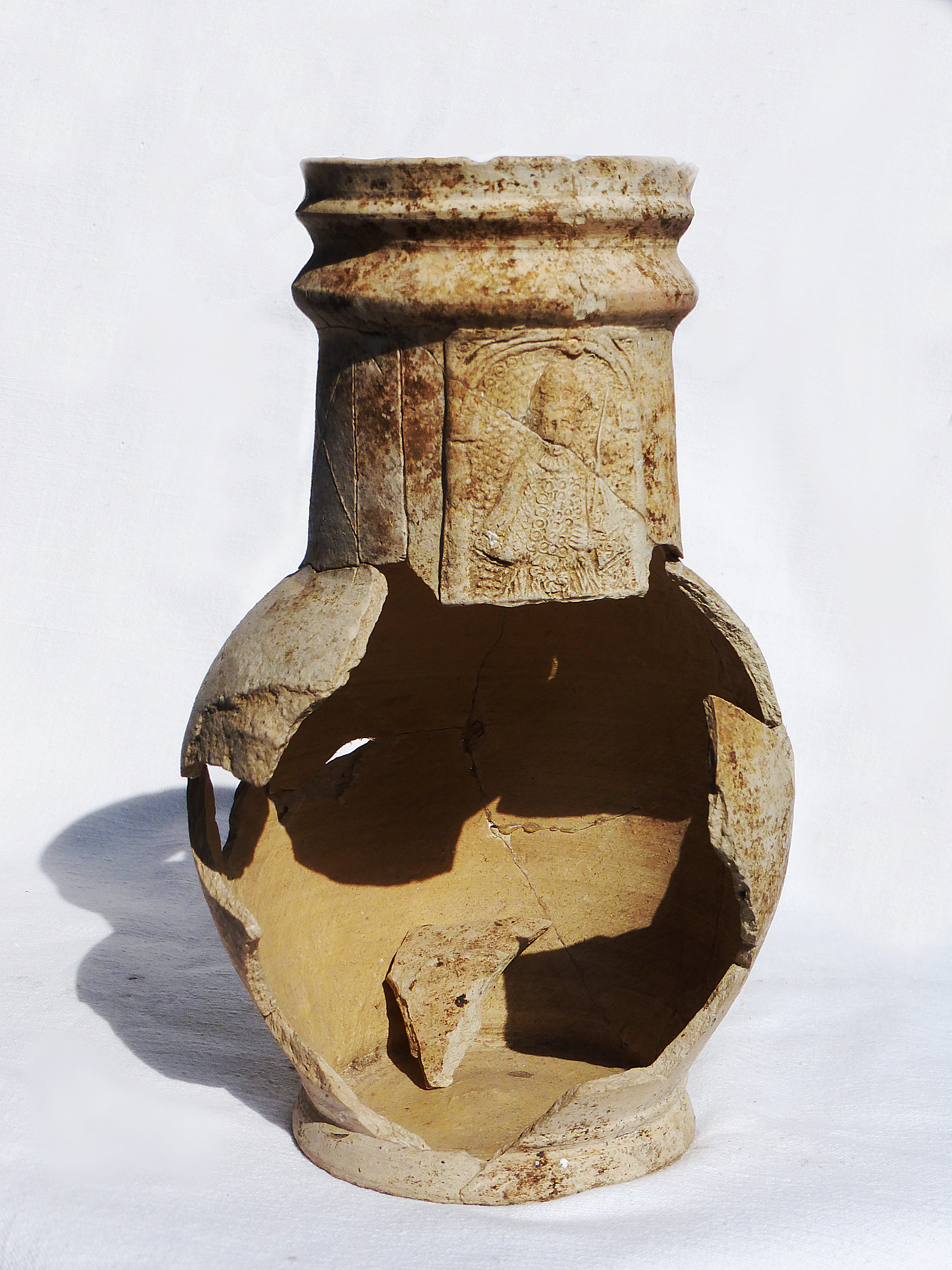
Adeliger auf Krug aus Gschaid

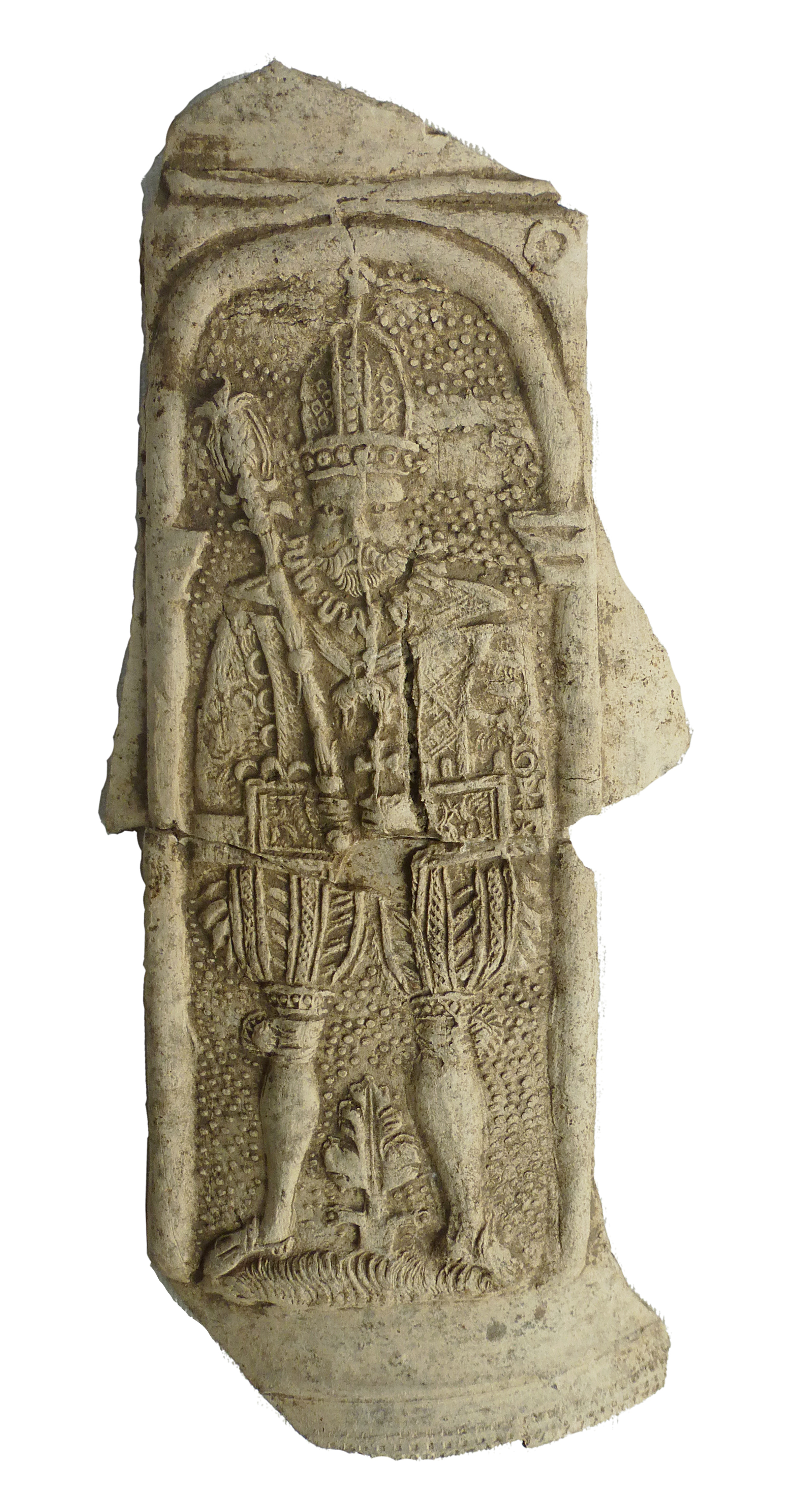
Krugfragment mit Kaiser

Die vielfältigen Darstellungen von Adeligen reichen vom deutschen Kaiser bis zu (wohl typisierten) Landadeligen. Eine ähnliche Darstellung eines Adeligen findet sich auf einem teilweise wieder zusammengesetzten Krug (Maße: H 17,5 cm, DB 7 cm, Dmax 11 cm, HDmax 8 cm, DÖ 7 cm) – hier wird deutlich, dass dieses Motiv am Hals der Krüge angebracht war.

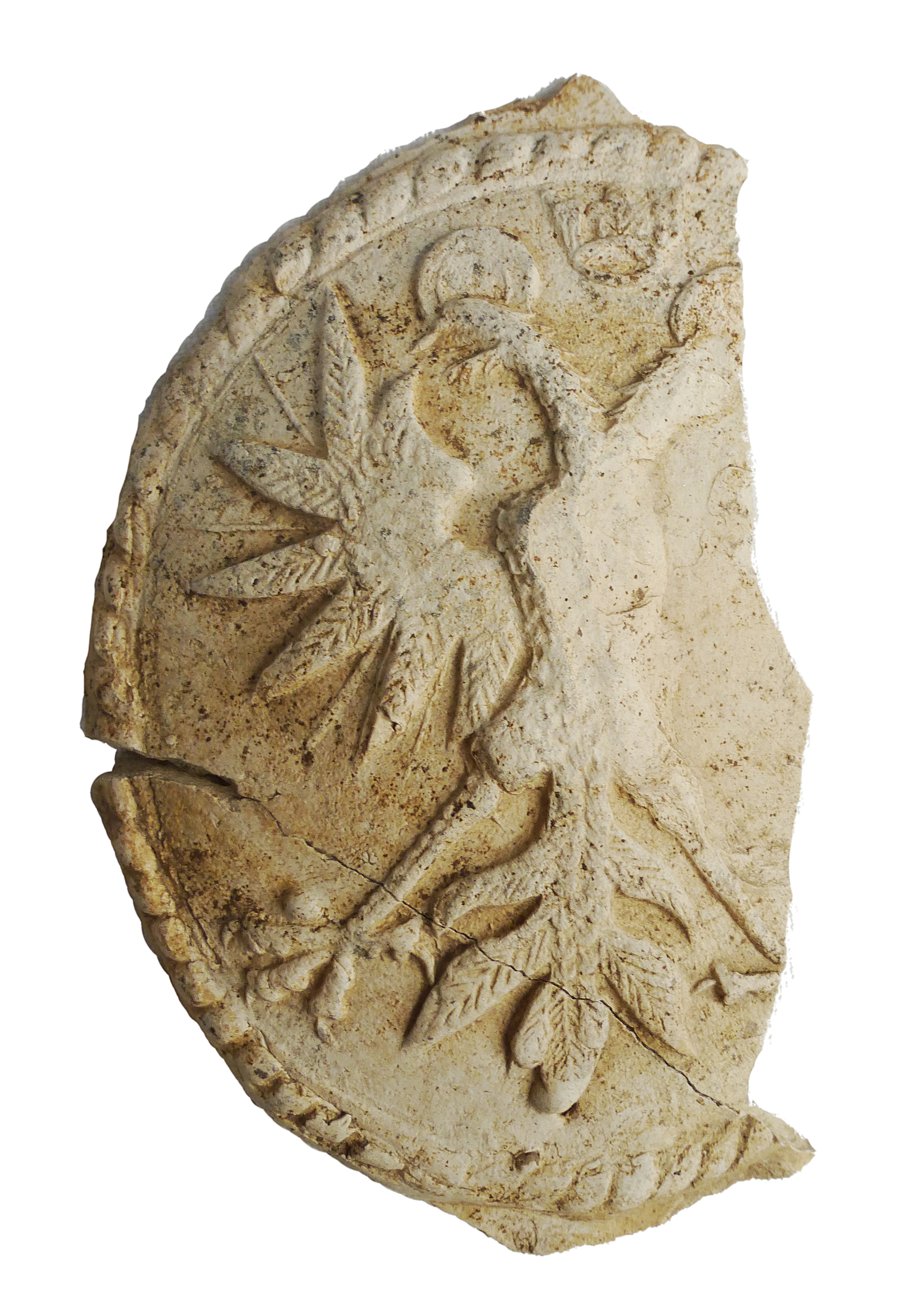
Doppeladler aus Gschaid

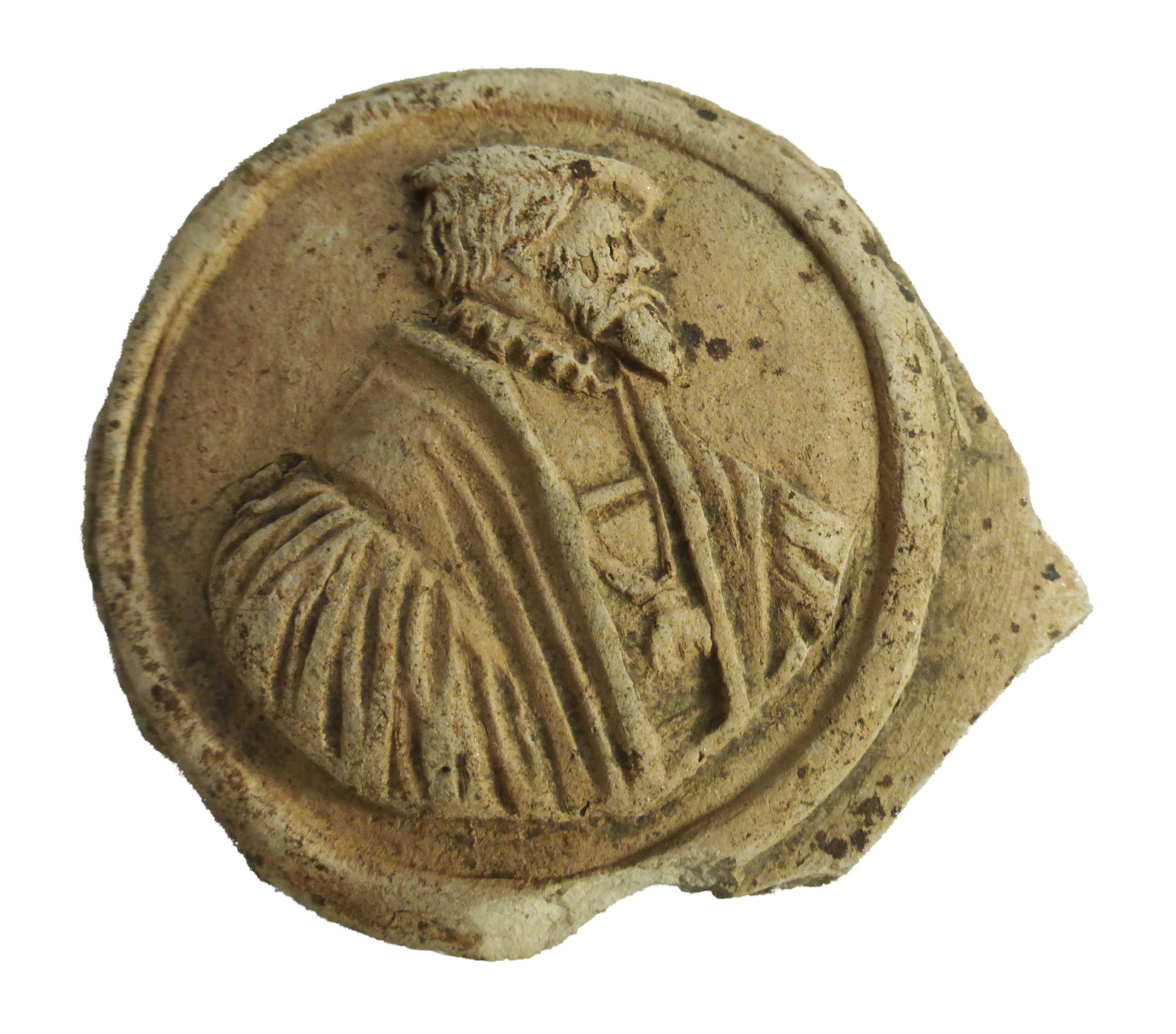
Kaiser Karl V.

Deutlich zu erkennen ist das Fragment eines Doppeladlers; dieses Motiv ist damals wie heute nicht auf Österreich, Russland und Albanien beschränkt – z. B. weist auch das Wappen des Landkreises Deggendorf dieses Motiv auf. Hier ist wohl das Wappen des deutschen Reichs gemeint. Das passt zur Darstellung von Kaiser Karl V. (1519–1556), der mit Bart, flacher Kappe, Halskrause (oder einem hohen gestickten Band) und einem schweren, halb geöffneten Mantel dargestellt ist. Um den Hals hängt der vom Papst verliehene Orden vom Goldenen Vließ. Und hier ergibt sich ein interessanter Bezug: Der Gschaider Hafner nahm sich Kunstwerke bekannter zeitgenössischer Künstler als Vorbilder. Bei Karl V. handelt es sich um einen Holzschnitt von Christoph Amberger, von dem ein Exemplar noch in der Erlanger Universitätsbibliothek erhalten ist.

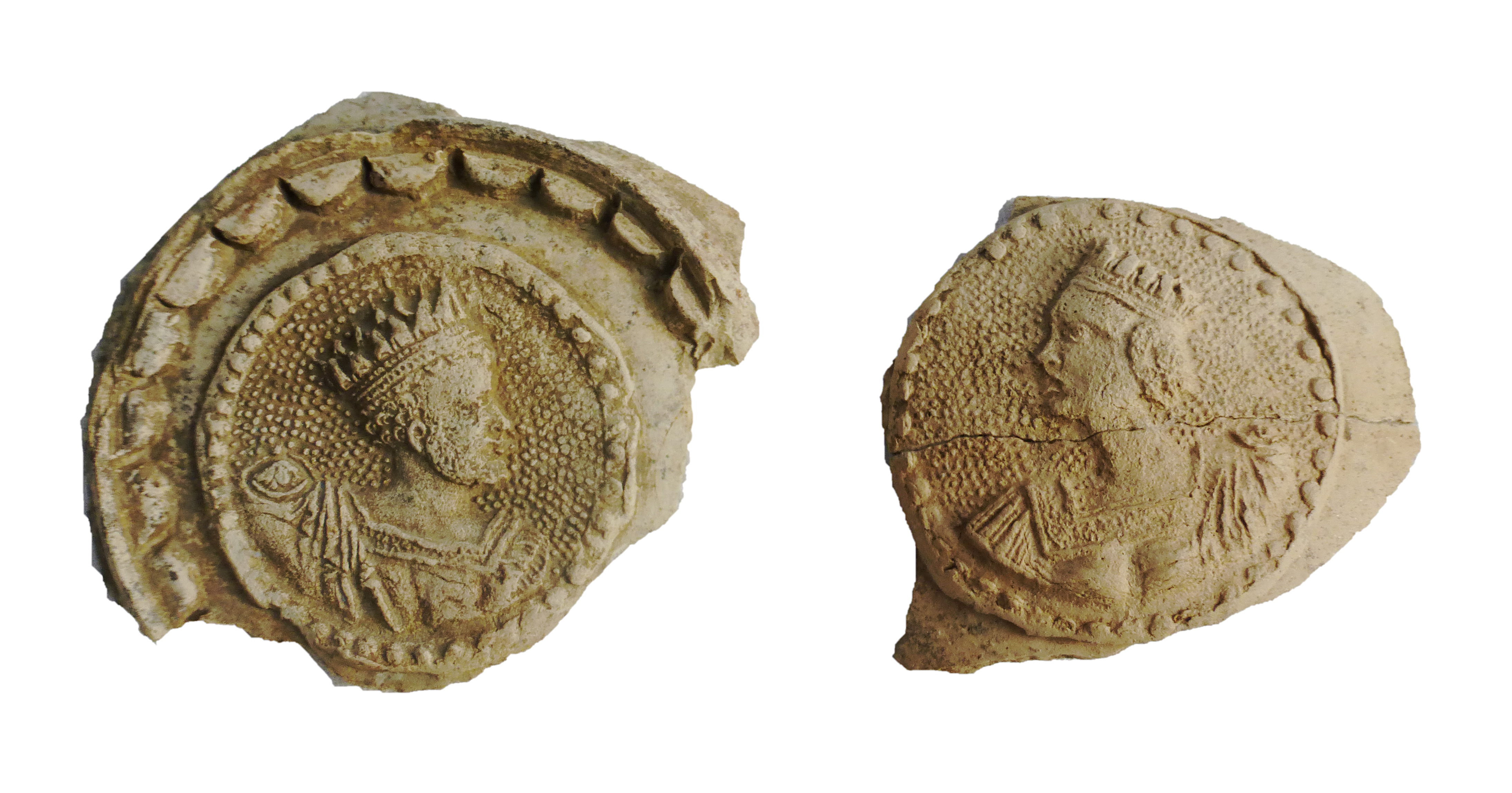
Kaiser und Frau aus Gschaid

Weil sich das deutsche Kaiserreich als Nachfolger des römischen Reichs verstand, ist es nicht verwunderlich, dass auch Bilder römischer Kaiser und ihrer Frauen auftauchen. Das abgebildete runde Medaillon eines Herrschers bezieht sich auf römische Münzen des 3. Jahrhunderts nach Christus. Das nach rechts gewandte Brustbild mit Toga gipfelt in einer Strahlenkrone – der Kaiser erscheint als irdische Personifikation des Sonnengottes Sol. Dagegen entspricht die nach links gewendete Frau mit Krone, einem Haarkranz um die Ohren und dem rechteckigen Gewandausschnitt (der von einer Borte eingefasst ist), nicht den römischen Kaiserinnenmünzen, wurde also von Gaschaider Hafner analog dem männlichen Pendant frei gestaltet. Durchmesser der beiden Medaillons innen je 5,5 cm, mit Fassung 7 cm.

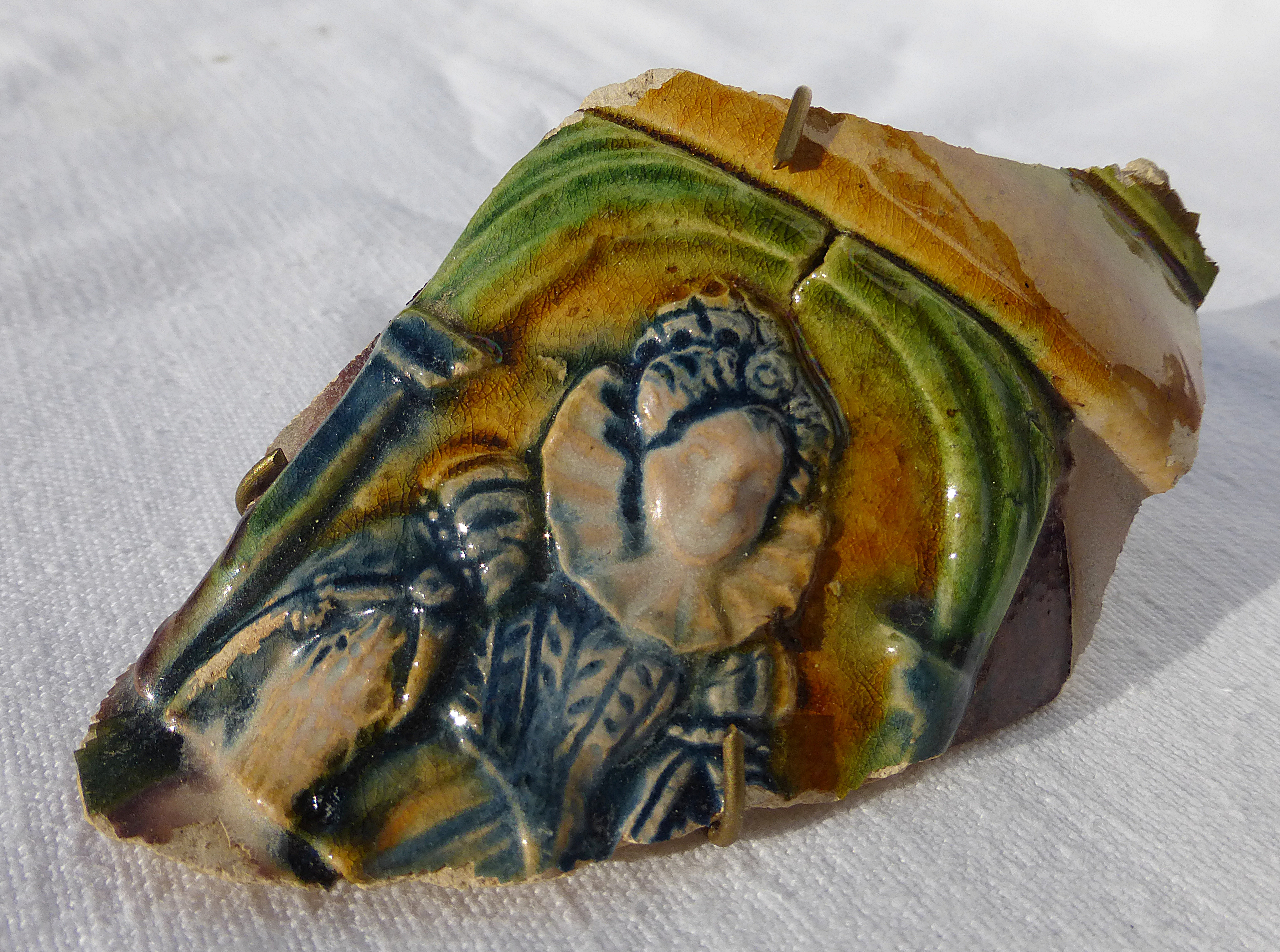
Adelige Frau aus Gschaid

Die vereinzelten Frauenbildnisse sind vor allem auf Fragmenten mit farbiger Glasur erhalten, d. h. diese Fehlstücke vermitteln einen ungefähren Eindruck vom Aussehen der fertigen Ware. Auf einem – zur knappen Hälfte erhaltenen – grün glasierten Teller ist ein nach links gewandtes Bild einer adeligen Dame zu sehen. Sie trägt unter einem flachen blauen Hut ein goldenes Haarnetz. Von der Kleidung blieb leider nur wenig übrig.

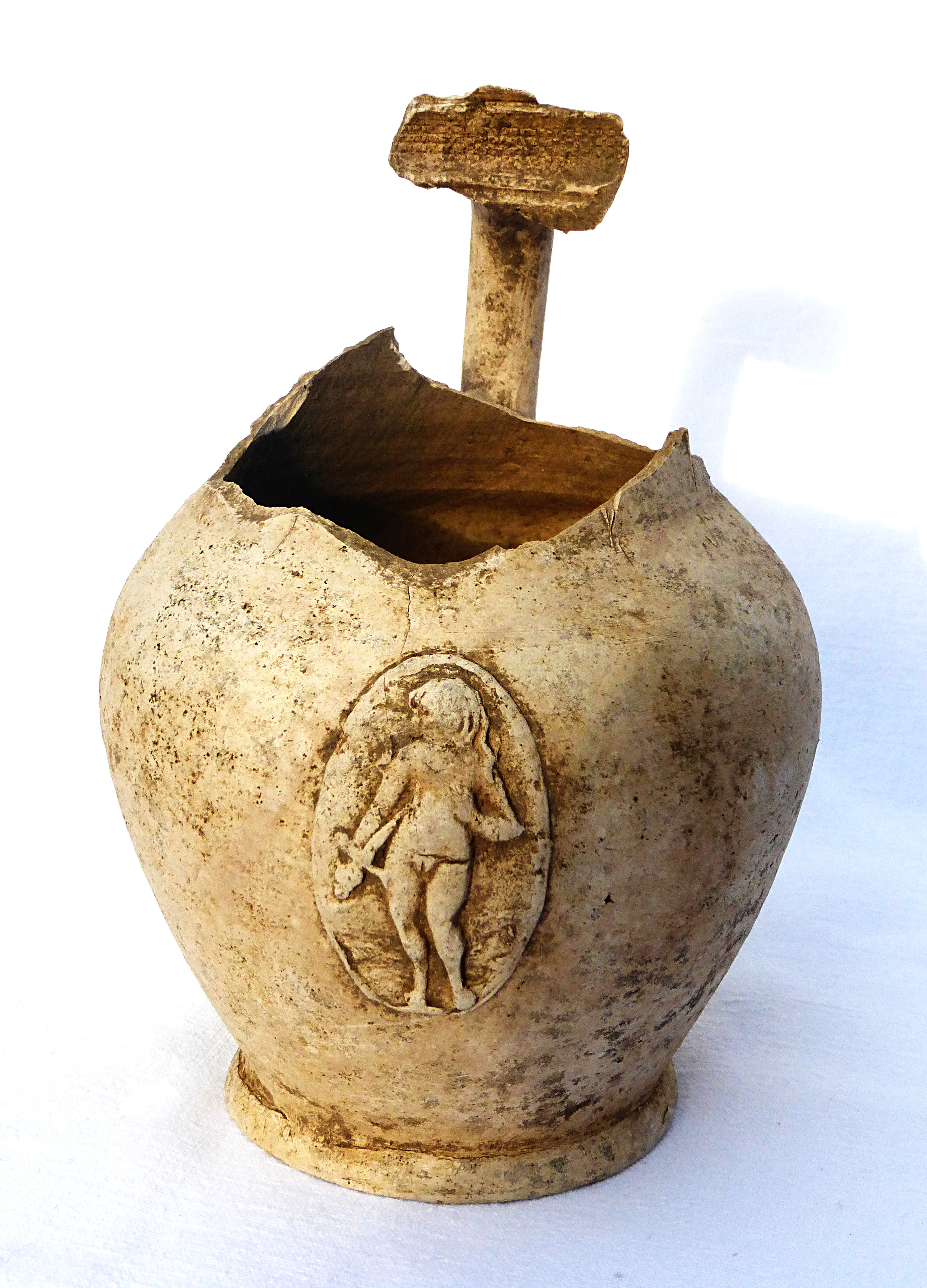
Tonkrug mit Lukretia

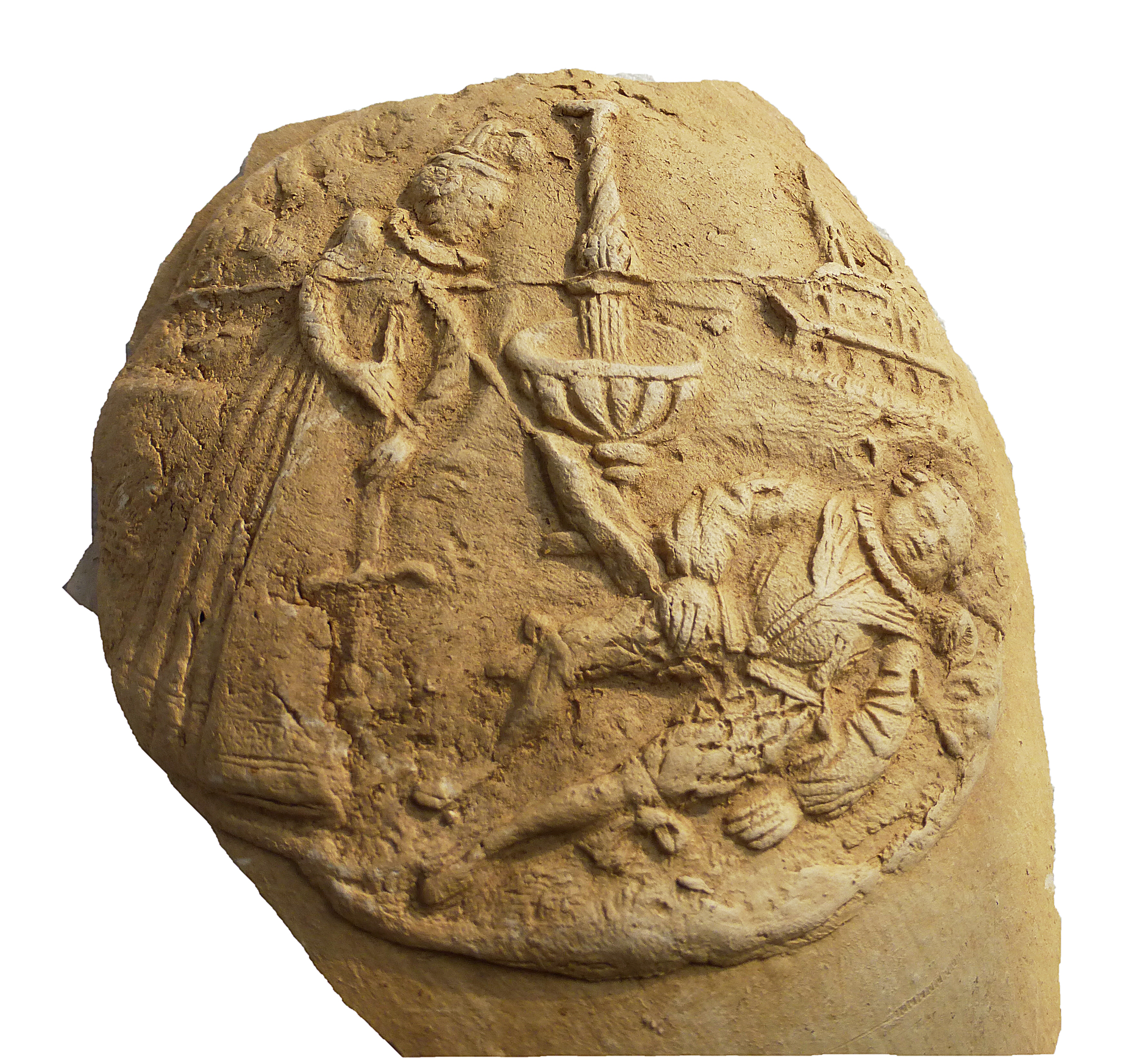
Pyramus und Thispe aus Gschaid

In großer Anzahl finden sich in der Fundmasse von Gschaid auch Sagenmotive aus der Antike: Lukretia, die sich der römischen Sage nach ins Schwert stürzt, um einer Vergewaltigung zu entgehen, galt in der Renaissance als Sinnbild der Reinheit. Entsprechend oft wurde sie dargestellt. Unser Henkelkrüglein (H 14,5 cm) verarbeitet ein Gemälde von Lucas Cranach dem Älteren, der dieses Motiv in den 30er und 40er Jahren des 16. Jahrhunderts öfter malte. Die tragische Liebesgeschichte von Pyramus und Thisbe, die z. B. auch Hans Sachs aufgegriffen hat, ist in diesem Medaillon selbständig nach einem Stich von Lucas van Leyden gestaltet. Die Vorlage ist unverkennbar, die Unterschiede im Einzelnen werden im Buch über die „Rottaler Hafner“ dargelegt. Außer einem vollständigen Exemplar gibt es im Fundgut auch mehrere zerscherbte Fragmente dieses Motivs. Durchmesser Medaillon 9,5 cm, Scherbe 12,5 × 10,5 cm.

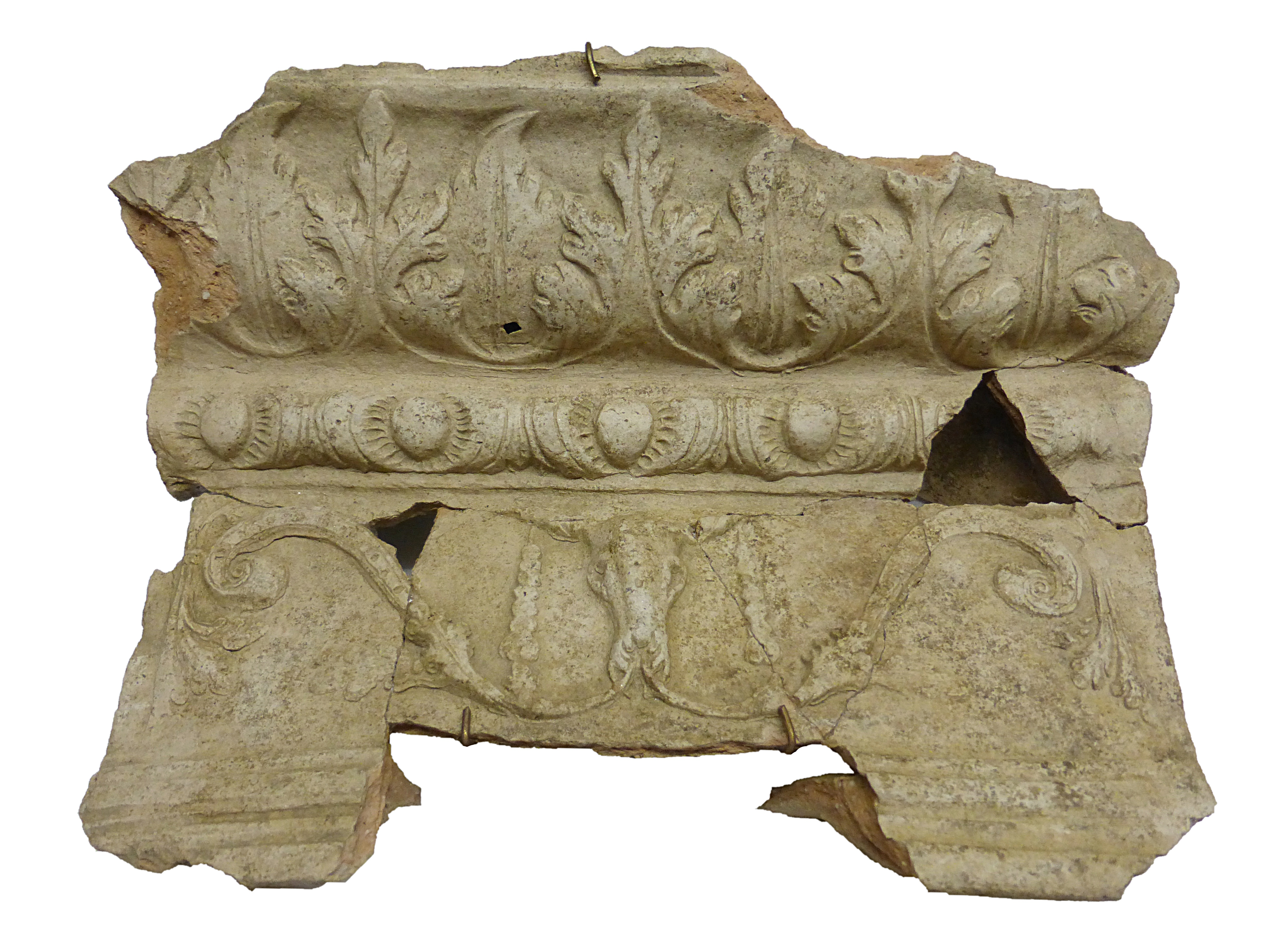
Ofenkachel mit Ara Pacis aus Gschaid

Am erstaunlichsten ist die Darstellung auf einer Ofenkachel (Höhe 16 cm, Breite 24 cm). Sie zeigt im oberen, leicht vorgewölbten Drittel einen Akanthusfries. Zwischen zwei Rillen wölbt sich ein Eierstab nach römischem Vorbild. Die ebene Fläche darunter enthält ein Bukranion (also einen Stierschädel mit Ranken), ein Motiv, das in der klassischen römischen Kunst häufig vorkommt. Vorbild für diese Kachel ist offensichtlich die Ara Pacis, der Friedensaltar des Augustus, von dem im Jahr 1568 bedeutende Teile ausgegraben wurden, darunter auch das Stierschädelmotiv.
Für all diese Übernahmen fremder Kunstwerke stellt sich die Frage, wie der Hafner von Gschaid fernab großer Städte von solchen Motiven Kenntnis bekam. Ich vermute, dass die Grundherren, die Grafen von Tattenbach, mit ihren Verbindungen zum Herzoghof solche Kopien sammelten und dem Hafner als Vorlagen zur Verfügung stellten. Einerseits ist festzuhalten, dass diese Holzschnitte, Drucke oder Zeichnungen bald nach Anfertigung der Originale in Niederbayern landeten, was vor allem beim in Rom gefundenen Friedensaltar des Augustus erstaunlich ist (hier stellt sich die Frage nach den Kommunikationsmöglichkeiten der damaligen Zeit, die offensichtlich viel besser waren, als wir das üblicherweise annehmen). Und dann erstaunt die Souveränität und Meisterschaft, mit der der Töpfer aus Gschaid die Vorlagen zu kleinen eigenständigen Kunstwerken verarbeitete.

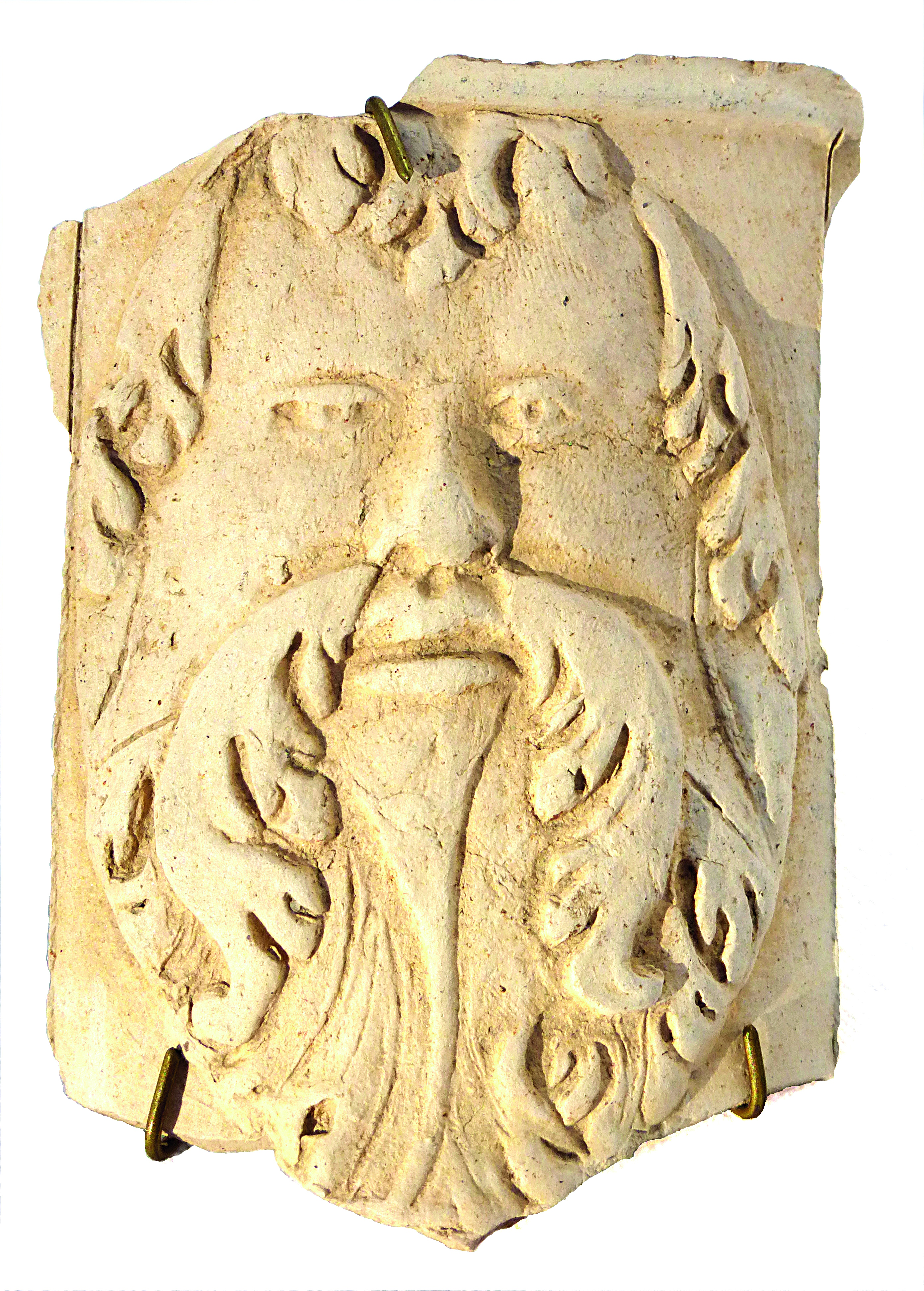
Groteske aus Gschaid

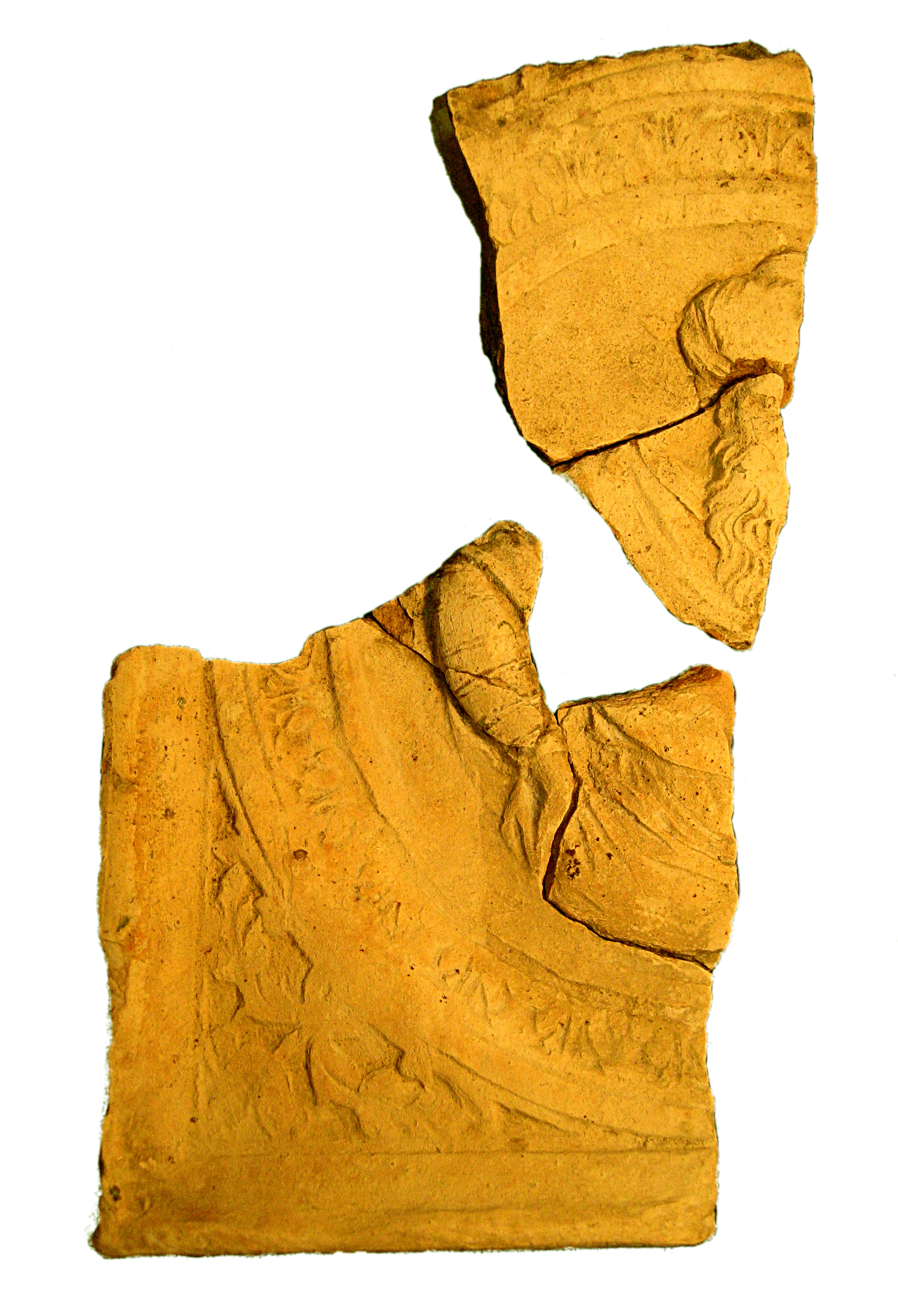
Türkenkachel aus Höhenberg

Schmuckelemente wie kleine Mädchenköpfe mit Fruchtgirlanden, Fratzen oder Grotesken bilden eine eigene Gruppe im Fundgut.
Fünf Fragmente einer viereckigen Kachel wurden bei einer Begehung in Höhenberg bei Nöham auf einem Acker aufgelesen. Die „Türkenkachel“ mit rundem Bogen aus floralen Elementen zeigt innen einen bärtigen Mann mit Turban und feinen Kleidern. Er gleicht dem auf einem Kupferstich des Holländers J. Gole von 1683 abgebildeten Großwesir Kara Mustafa (1634 – 1683, Oberbefehlshaber bei der zweiten Belagerung Wiens zu Beginn des Großen Türkenkriegs). Der Kupferstich bildete möglicherweise die Vorlage für die Kachel; diese ist dann in die zweite Hälfte des 17. Jahrhunderts zu datieren. Oft werden bei solchen Bilderkacheln die Namen der Dargestellten beigefügt. Da unsere Kachel leider unvollständig erhalten ist, fehlt ein solcher Hinweis. Deshalb ist es auch möglich, dass der Turbanträger (in der Reihe der vier damals bekannten Weltteile) den Erdteil Asien personifiziert.

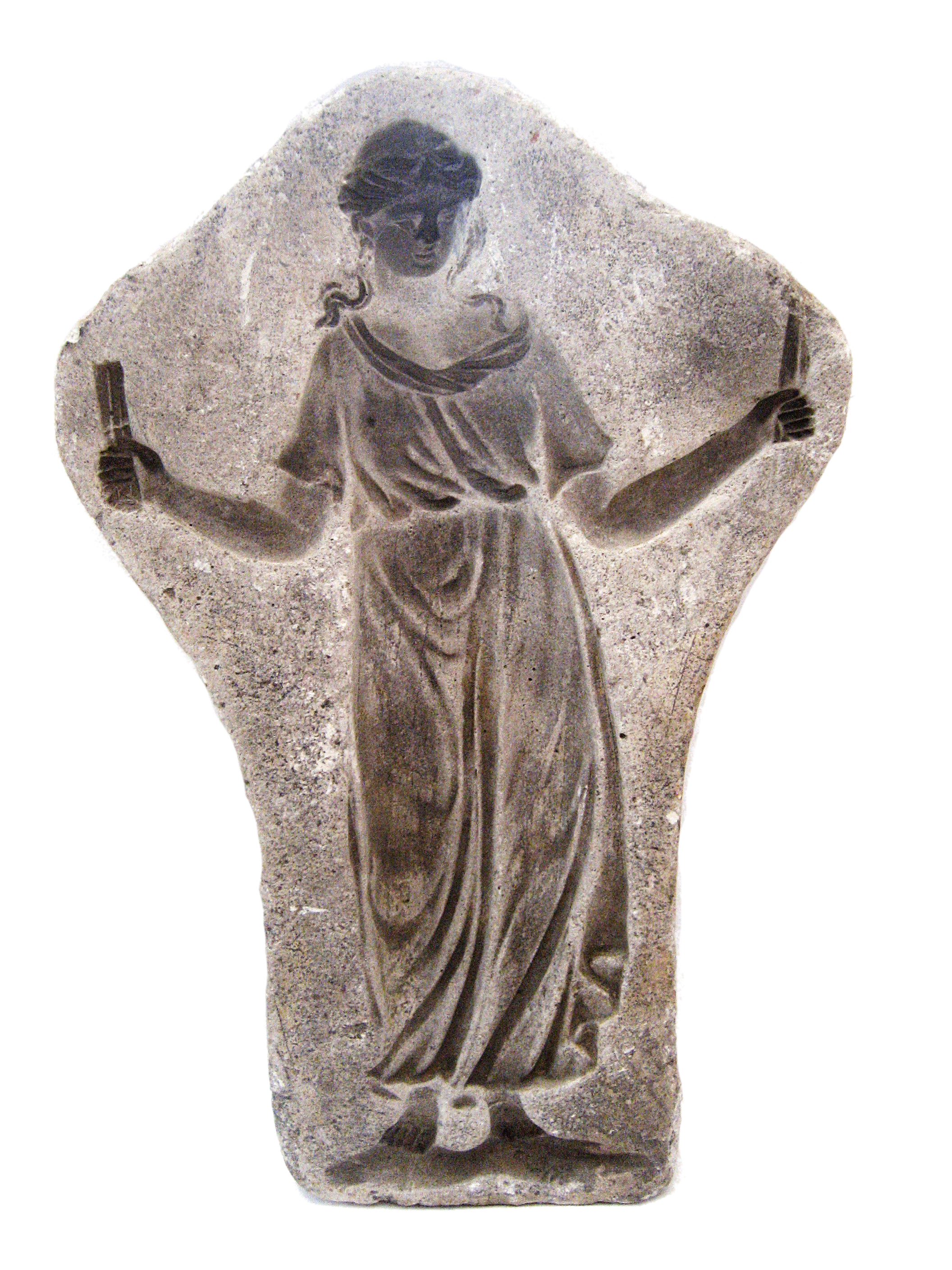
Tanzende aus St. Georgen

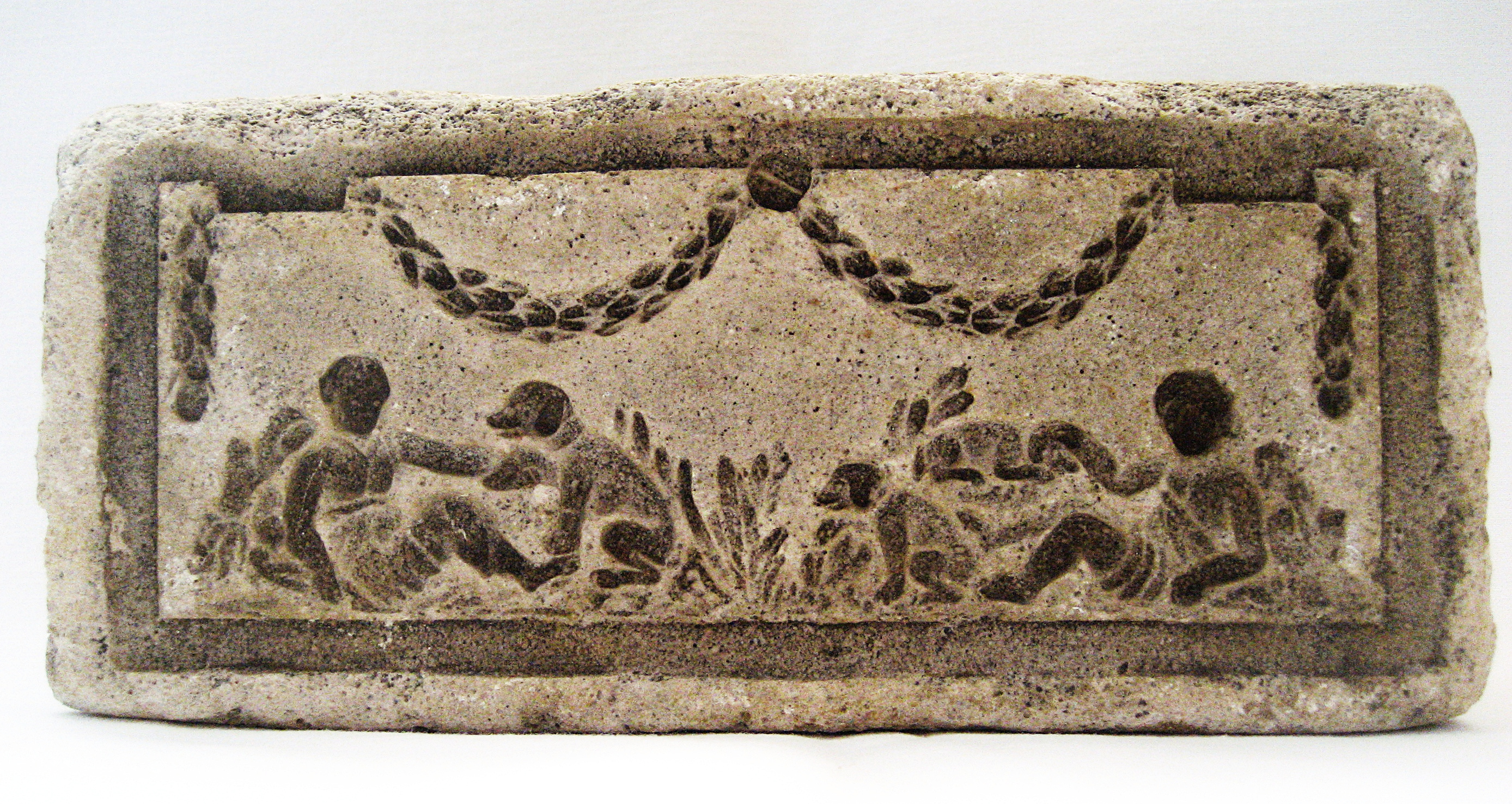
Spielende Kinder aus St. Georgen

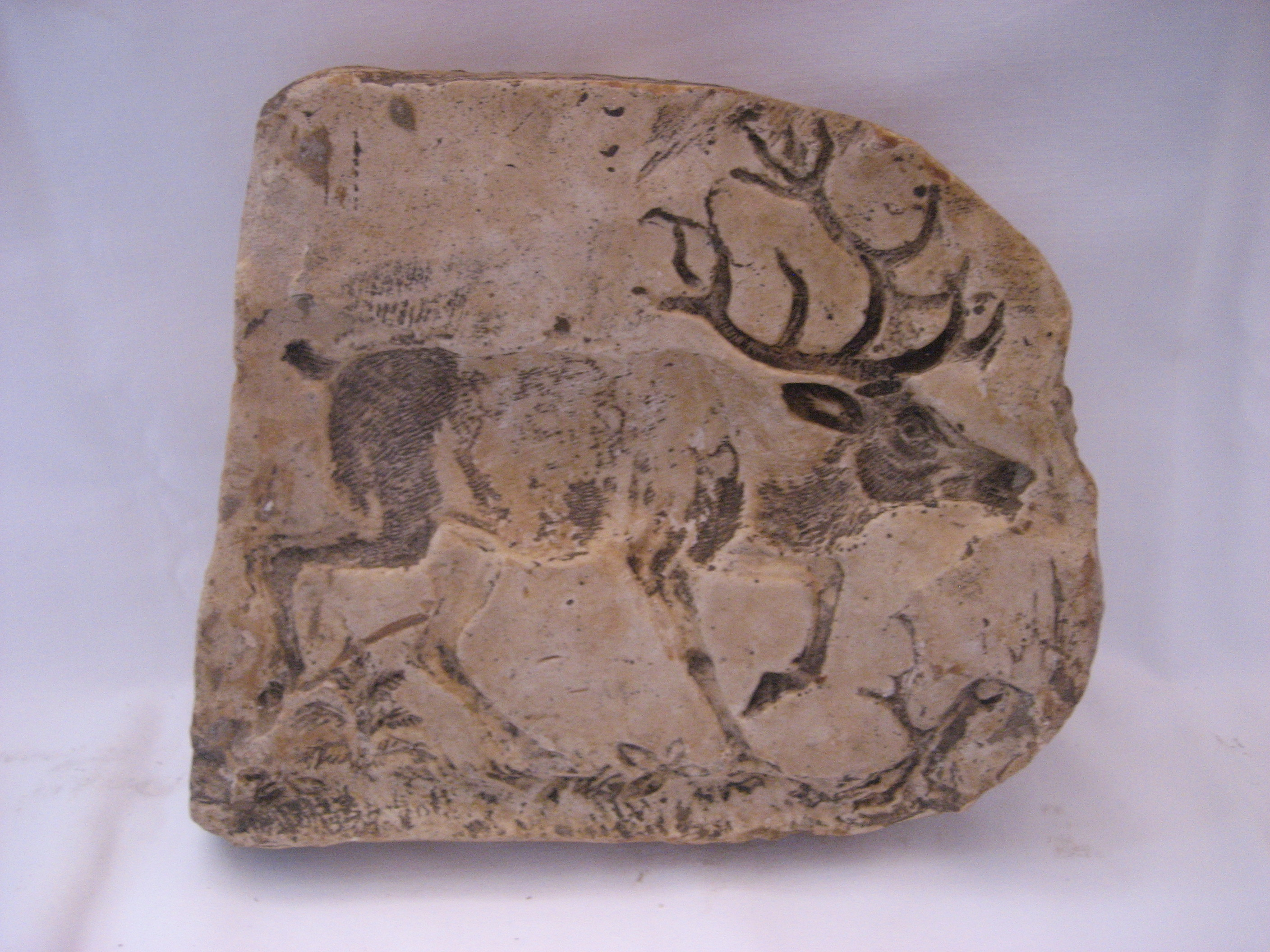
Hirsch aus St. Georgen

Dass es auch später in der Gegend des Rottals kunstvolle und auf der Höhe der Zeit stehende Produkte gab, belegen die aus St. Georgen stammenden Matrizen (also Negative / Model), die sich heute im Heimathaus in Pfarrkirchen befinden. Einige ausgewählte Bilder sollen belegen, dass dort in der Biedermeierzeit in der ersten Hälfte des 19. Jahrhunderts niveauvolle Hafnerarbeiten entstanden. Die frontal wiedergegebene stehende Frau mit ausgebreiteten Armen hält in jeder Hand einen Stab oder eine Buchrolle. Sie ist bekränzt, ihre Locken fallen auf die Schultern herab, das geschürzte Kleid hat halblange Ärmel und elegante Falten. Maße des Gipsmodels: 20 × 13 × 2 cm. Auf einer Leistenkachel sehen wir zwei spielende Kinder, die sich gegenübersitzen und von denen jedes einen Hund vor sich hat. Dazwischen wächst ein Grasbüschel, darüber ist eine Girlande angebracht. Maße: 8 × 17,5 × 3 cm. Ein Gipsmodel des 19. Jahrhunderts gibt einen lebendig gestalteten trabenden Hirsch wieder. Maße: 16 × 18,5 × 4 cm.

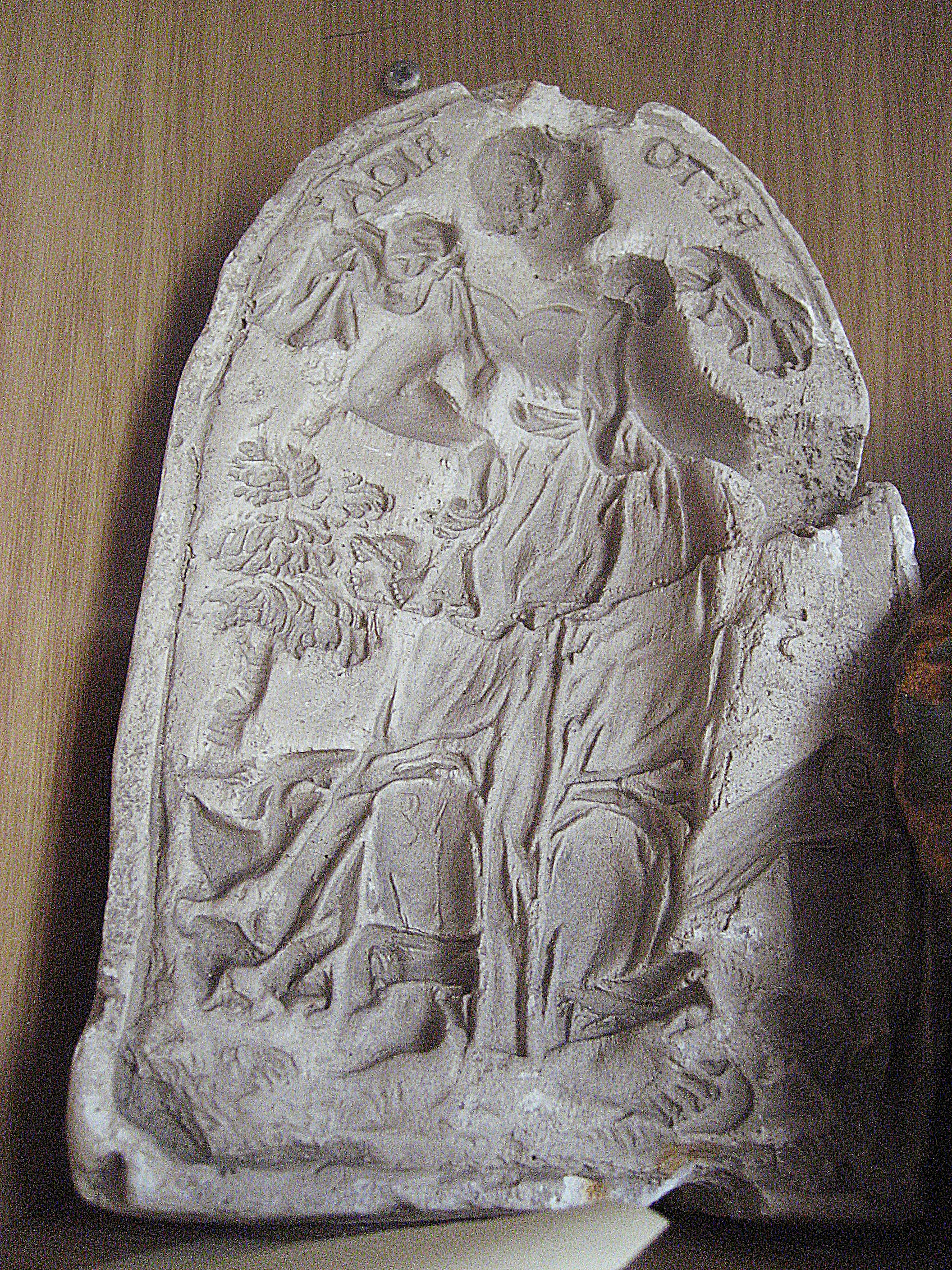
Rhetorica aus St. Georgen

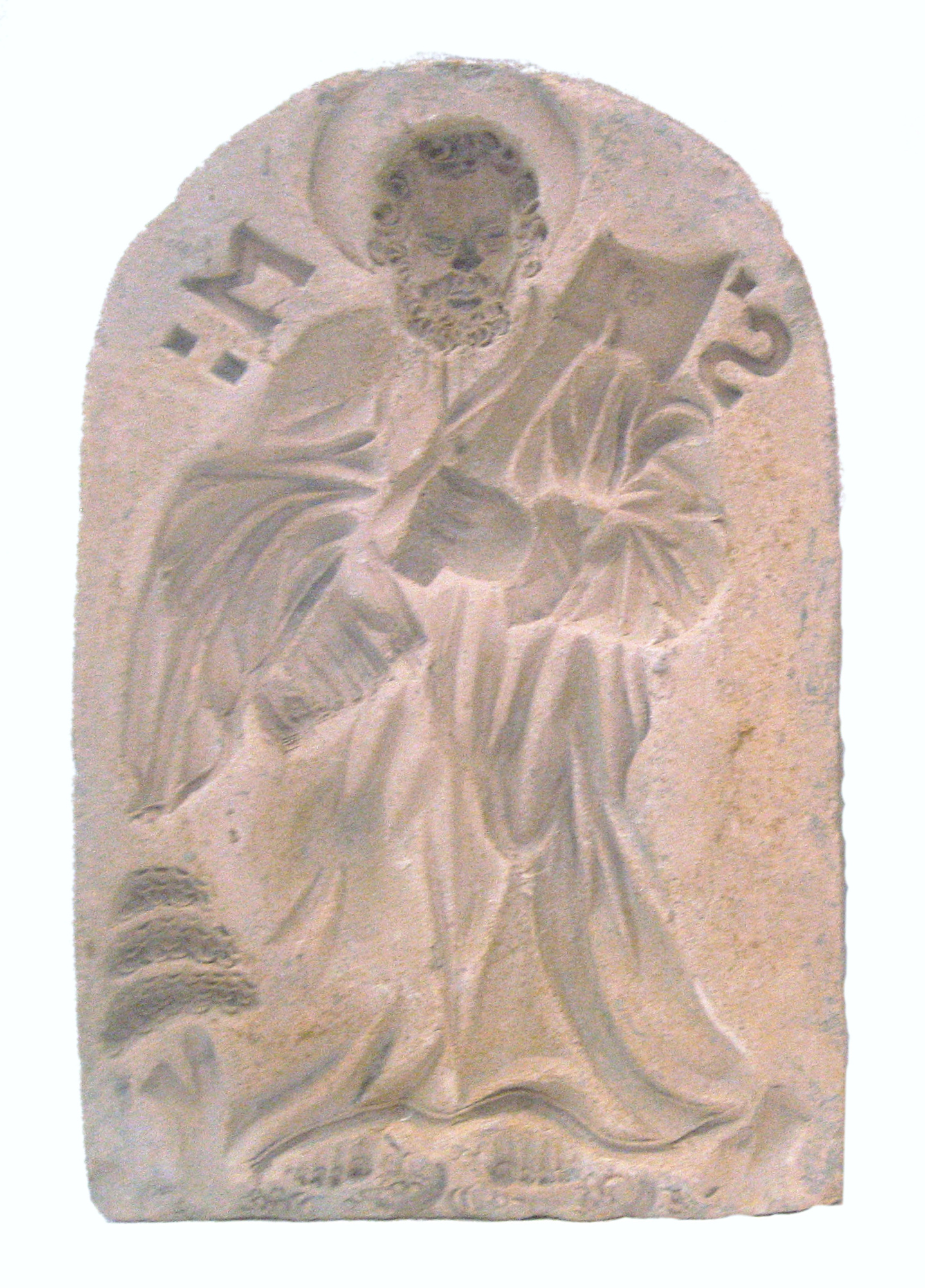
Apostel Matthias aus St. Georgen

Außerdem wurden in St. Georgen die sieben freien Künste dargestellt (Medizin, Astronomie, Rhetorik und Dialektik = Philosophie sind erhalten). Die R(h)etorica zeigt sich barfuß mit einem wild gebauschten bodenlangen Gewand in Rückenansicht. Das Gesicht ist nach links (Model!) gewandt. In der Linken (!) hält sie einen Strauß, rechts wächst ein kleiner Baum aus dem felsigen Grund.
Einige Apostelbilder vertreten die wenigen religiösen Motive. Der Apostel Matthias „S: M:“ (= Sanctus Matthias) hält ein Beil als Zeichen seines Martyriums in der rechten Hand, in der linken hat er ein Buch. Er steht auf einer Wiese, rechts unten wächst ein Baum. Maße: 16 × 10,5 × 1 cm.

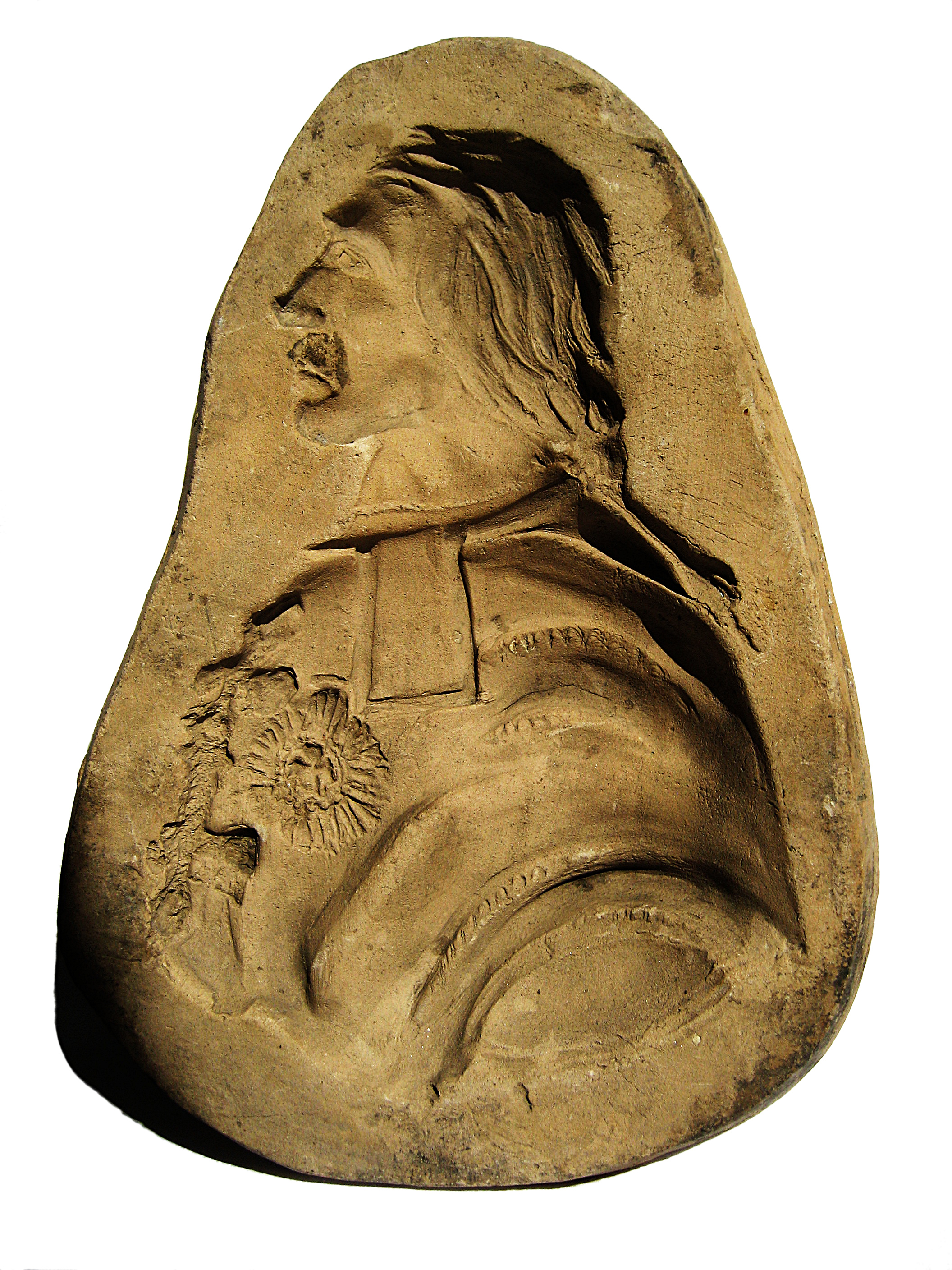
Passauer Bischof Firmian aus St. Georgen

Auffällig ist eine nach links gewandte, bezopfte Büste auf einer weiteren Matrize. Das Gewand bauscht sich; ein Bäffchen weist ihn ebenso wie das Brustkreuz als Bischof in Amtstracht aus. Der Orden auf seiner Brust könnte eine Auszeichnung der Malteser sein. Dargestellt ist der Fürstbischof Leopold Ernst Graf von Firmian von Passau, der 1763 – 1783 dieses Amt ausübte. Dieser „letzte Barockfürst“ war ein bedeutender Kirchenmann und trieb u. a. die Kolonisierung des Bayerischen Waldes voran. Wegen seiner zahlreichen Reformen im Bistum wurde er zum Kardinal erhoben. Mit ihm endet das Großbistum Passau: Nach seinem Tod wurden die Diözesen Linz und St. Pölten abgetrennt.
All diese Model waren als Wandschmuck gedacht (oben an den Modeln sind z. T. bereits die Löcher zum Aufhängen zu sehen). Sie waren für ein bürgerliches Publikum weit entfernt vom Rottal gedacht. So haben wir Belege vor uns, dass die Hafner in St. Georgen im 17. bis 19. Jahrhundert durchaus auf der Höhe des Zeitgeschmacks waren (so wie im 16. / 17. Jahrhundert diejenigen in Gschaid).
Natürlich überwogen auch im Rottal die einfachen Landhafner, die immer dieselben Produkte herstellten. Aber einige Handwerker stellten sich sehr geschickt auf spezielle Anforderungen (wie der kleine Kirchturm) oder auf neue Absatzmöglichkeiten ein, auf die die Zunft keinen Einfluss hatte. Damit sicherten sie sich ein besseres Einkommen und erhöhten gerade in schwierigen Zeiten die Überlebenschance ihrer Werkstatt.

## Vertrieb der Hafnerware
War das Geschirr fertiggestellt, lagerten es die Hafner entweder in ihrem Haus oder – falls sie im Nebenhaus eines Bauern lebten – im Hof des Hauptanwesens, wo dafür ein eigenes Gebäude stand (die sog. „Geschirrkammer“). Noch komfortabler war ein eigener Geschirrladen, wie er in Waldhof und St. Georgen bestand. Allerdings kamen dorthin nur Leute aus der näheren Umgebung. Größeren Verdienst versprachen Märkte, die an kirchlichen Feiertagen z. B. vor der Wallfahrtskirche in Wald (südlich von Nöham) oder an den festgelegten Markttagen z. B. in Pfarrkirchen stattfanden (heute besteht dort noch der Simonimarkt am 28. Oktober). Nach den Zunftregeln musste der Meister selbst als Verkäufer auftreten und durfte nicht z. B. seine Ehefrau oder gar einen Gesellen allein dorthin schicken.
Auch durfte der Hafner keine Hausierer beauftragen, seine Erzeugnisse in der Nachbarschaft zu verkaufen. Streng verboten war ebenfalls die Belieferung von Kramläden. Weil der Kramer nicht von allen Hafnern der Umgebung gleichmäßig Ware beziehen, sondern einige bevorzugen hätte müssen, wäre eine Benachteiligung der anderen Werkstätten entstanden; dies wollte die Zunft verhindern.
Weil Geschirr überall benötigt wurde, aber in großen Orten nicht genug fabriziert werden konnte oder aber nicht überall der zum Herstellen benötigte Ton vorhanden war, wurde Hafnerware über weite Strecken vertrieben. Die Hafner im Kröning, dem bis jetzt bekannteren Gebiet im Vergleich zum Rottal, verkauften auf den Märkten im nahegelegenen Landshut und in München. Demgegenüber schickten die Rottaler ihre Ware per Schiff nach Linz und Wien bzw. durch Kraxenträger nach Berchtesgaden, den Inn entlang nach Gars und weiter nach Tirol (Imst) und sogar nach Innichen, das enge Beziehungen zu Bayern hatte (Innichen liegt im Pustertal in Südtirol). Diese Träger, die die schwere Kraxe mit ihrer zerbrechlichen Last auf dem Rücken trugen, gingen zu Fuß ebenso nach Norden auf dem Goldenen Steig bis nach Böhmen. Seit Beginn der Kirchenbücher um 1660 bis zum Ende des 18. Jahrhunderts finden wir Einträge. Erst im 19. Jahrhundert ändern sich nicht nur die Ansprüche an die Ware, auch der Vertrieb wird anders organisiert. Töpfe aus Eisen und Aluminium und Geschirr aus Email werden nun auch für weniger betuchte Bürger erschwinglich, Glas aus dem Bayerischen Wald ist auch im Rottal gefragt und wird importiert, aber nicht mehr von Kraxenträgern. Andere Verkehrsmittel mit größerer Kapazität ersetzen sie. Damit gehörte auch der mühsame Beruf des Kraxenträgers der Vergangenheit an.